# W. E. B. Du Bois
 (janvier 2024).
Motif : nombreux anglicismes, faux amis, barbarismes, plusieurs passages sont incompréhensibles, manquent de précision des sources (quel livre de David Levering Lewis), mettre le texte au présent de narration, etc.
Pour les articles homonymes, voir Du Bois et Bois (patronyme).
William Edward Burghardt Du Bois dit « W. E. B. Du Bois », né le 23 février 1868 à Great Barrington dans l'État du Massachusetts) et mort le 27 août 1963 à Accra (Ghana), est un sociologue, historien, éditorialiste, directeur de la publication, essayiste, chroniqueur, biographe et romancier américain.
Diplômé de l'université Harvard, où il est le premier afro-américain à obtenir un doctorat, il devient professeur d'histoire, de sociologie et d'économie à la Clark Atlanta University (en).
W.E.B. Du Bois se fait connaître au niveau national en devenant, avec William Monroe Trotter, l'un des initiateurs du Niagara Movement, un groupe de militants afro-américains demandant l'égalité des droits pour les Noirs.
W.E.B. Du Bois et ses partisans s'opposent au compromis d'Atlanta, rédigé par Booker T. Washington, prévoyant que les Noirs du Sud des États-Unis se soumettent à la domination politique blanche en échange d'une éducation de base et de perspectives économiques de la part des Blancs. W.E.B. Du Bois demande au contraire une égalité complète et l'accroissement de la représentation politique qui, selon lui, ne pouvait venir que de l'élite intellectuelle afro-américaine à laquelle il fait référence avec l'expression « The Talented Tenth » (« le dixième talentueux »).
W.E.B. Du Bois est l'un des fondateurs de la National Association for the Advancement of Colored People (NAACP) en 1909.
Le racisme est la principale cible de W.E.B. Du Bois et il proteste fermement contre le lynchage, les lois Jim Crow et la discrimination dans l'éducation et au travail. Ses causes rallient également des Africains et des Asiatiques en lutte contre le colonialisme et l'impérialisme. Il est un fervent défenseur du panafricanisme et aide à l'organisation de plusieurs congrès panafricains pour soutenir les demandes d'indépendance des colonies africaines. W.E.B. Du Bois réalise plusieurs voyages en Europe, en Afrique et en Asie. Après la Première Guerre mondiale, il étudie les conditions des soldats noirs américains en France et documente l'intolérance raciale dans l'armée américaine.
W.E.B. Du Bois fut un écrivain prolifique. Sa collection d'essais, Les Âmes du peuple noir, est un ouvrage majeur de la littérature noire américaine et son œuvre maîtresse, Black Reconstruction in America, s'oppose à la vision dominante qui rend les Noirs responsables de l'échec de la Reconstruction après la guerre de Sécession.
Il rédige le premier traité scientifique de sociologie[Quoi ?] et publie trois autobiographies comportant chacune des essais en sociologie, en politique et en histoire. En tant que rédacteur en chef du journal de la NAACP, The Crisis, il écrit de nombreux articles influents. W.E.B. Du Bois considère que le capitalisme est la cause principale du racisme et il est un partisan des idées socialistes tout au long de sa vie.
Il est un pacifiste convaincu et défend le désarmement nucléaire.
Le Civil Rights Act de 1964, reprenant de nombreuses réformes pour lesquelles W.E.B. Du Bois a fait campagne toute sa vie, est promulgué un an après sa mort.

## Jeunesse et formation

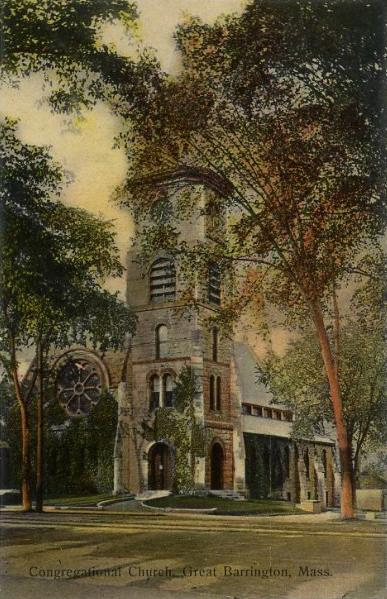
Durant sa jeunesse, Du Bois se rendait à la Congregational Church de Great Barrington et ses membres se cotisèrent pour payer ses frais de scolarité universitaire.

William Edward Burghardt Du Bois est né le 23 février 1868 à Great Barrington dans le Massachusetts. Ses parents sont Alfred et Mary Silvina (née Burghardt) Du Bois. La famille de Mary Silvina Burghardt est issue de la très petite population noire et anciennement libre de Great Barrington possédant depuis longtemps des terres dans l'État. Elle a des ancêtres hollandais, africains et anglais. L'arrière-grand-père maternel de William Du Bois était Tom Burghardt, un esclave (né en Afrique de l'Ouest vers 1730) appartenant au colon hollandais Conraed Burghardt. Tom servit brièvement dans l'Armée continentale durant la guerre d'indépendance des États-Unis, ce qui lui a peut-être permis de gagner sa liberté. Jack Burghardt, le fils de Tom, est le père d'Othello Burghardt, lui-même le père de Mary Silvina Burghardt.
L'arrière-grand-père paternel de Williams Du Bois est James Du Bois, un franco-américain descendant de huguenots installés à Poughkeepsie dans l'actuel État de New York. Ce dernier a plusieurs enfants avec des esclaves. L'un des enfants métis de James est Alexander, qui s'installe à Haïti, et a un enfant, Alfred, avec une femme de l'île. Alexander retourna au Connecticut et laisse Alfred avec sa mère à Haïti. Alfred s'installe aux États-Unis vers 1860 et épouse Mary Silvina Burghardt le 5 février 1867 à Housatonic[Quoi ?] dans le Massachusetts. Alfred quitta Mary en 1870, deux ans après la naissance de William. La mère de William travaille pour entretenir sa famille jusqu'à ce qu'elle soit victime d'une attaque[De quoi ?]au début des années 1880 ; elle meurt en 1885.
La population essentiellement blanche de Great Barrington est assez tolérante et Du Bois est peu victime de discriminations. Il étudie à l'école publique locale et joue avec ses camarades blancs. Les enseignants encouragent ses activités intellectuelles et sa réussite scolaire le pousse à considérer qu'il pourrait utiliser son savoir pour aider les Afro-Américains. Lorsque Du Bois décide de se présenter à l'université, la congrégation de son église[Laquelle ?] finance ses frais de scolarité.

### Études supérieures

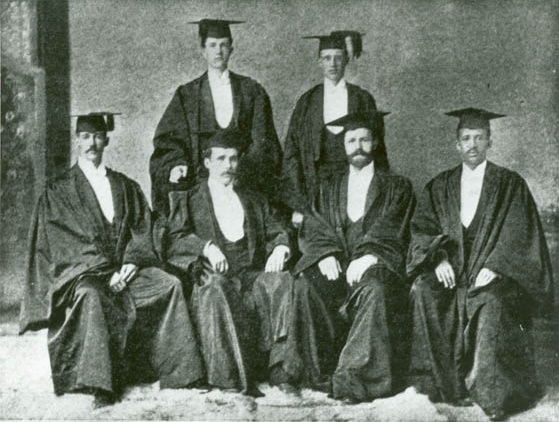
Du Bois (à droite) et les autres doctorants en philosophie de l'université Harvard

Du Bois est admis à l'université Fisk, une université traditionnellement noire à Nashville dans le Tennessee et y étudie[Quoi ?] de 1885 à 1888. C'est à cette époque que Du Bois expérimente pour la première fois le racisme présent dans le Sud des États-Unis avec l'intolérance[Quoi ?], les lois Jim Crow et les lynchages. Ayant obtenu son baccalauréat universitaire, il est accepté au Harvard College de 1888 et 1890 et est largement influencé par son professeur de philosophie, William James. Du Bois finance ses trois années à Harvard avec l'argent obtenu grâce à des travaux d'été, des héritages, des bourses et des prêts d'amis. En 1890, Du Bois obtint son second baccalauréat universitaire en histoire. En 1891, Du Bois reçoit une bourse pour étudier à la faculté de sociologie de Harvard.
En 1892, Du Bois obtint une aide du fonds John Fox Slater pour continuer ses études à l'université Humboldt de Berlin. Durant ses études à Berlin, il voyage dans toute l'Europe. Il étudie avec des spécialistes allemands des sciences humaines et sociales dont Gustav von Schmoller, Adolph Wagner et Heinrich von Treitschke. Du Bois rentre aux États-Unis pour achever ses études et en 1895, il devient le premier Afro-américain à obtenir un doctorat en philosophie décerné par l'université Harvard.

### Wilberforce et université de Pennsylvanie
À l'été 1894, Du Bois reçoit plusieurs offres d'emploi dont une du Tuskegee Institute ; puis il accepte un poste d'enseignant à l'université Wilberforce dans l'Ohio. À Wilberforce, Du Bois est fortement influencé par Alexander Crummell qui considére que les idées et les mœurs sont des outils nécessaires pour mettre en place des changements sociaux[Quoi ?]. Alors qu'il se trouve à l'université, Du Bois épouse Nina Gomer, l'une de ses étudiantes le 12 mai 1896.
Après deux ans dans l'Ohio, Du Bois accepte en 1896 un travail de recherche d'un an à l'université de Pennsylvanie en tant qu'« assistant en sociologie ». Il réalise des recherches sociologiques de terrain au sein des faubourgs afro-américains de Philadelphie qui forment les fondements de son étude, Son étude Les Noirs de Philadelphie, publiée deux ans plus tard alors qu'il enseigne à la Clark Atlanta University (en). Il s'agit de la première étude de cas sur une communauté noire.
Alors qu'il assiste à une réunion de l'American Negro Academy (en) en 1897, Du Bois présente un article dans lequel il rejette la demande de Frederick Douglass d'une intégration des Noirs dans la société blanche. Il écrit : « nous sommes des nègres, membres d'une vaste race historique qui a dormi depuis le premier jour de la création mais est restée à moitié réveillée dans les sombres forêts de sa patrie africaine ». Dans le numéro d'août 1897 de The Atlantic Monthly, Du Bois publie Strivings of the Negro People, son premier travail destiné au grand public dans lequel il présentait sa thèse selon laquelle les Afro-américains devraient embrasser leur héritage africain.

« Entre moi et l'autre monde, il reste encore une question sans réponses :… Qu'est ce que cela fait d'être un problème ?… On sent toujours sa dualité, une Américaine, une Nègre ; deux âmes, deux pensées, deux efforts irréconciliés ; deux idéaux opposés dans un corps noir dont seule sa force opiniâtre l'empêche d'être déchiré… Il n'africaniserait pas l'Amérique car l'Amérique a trop à enseigner au monde et à l'Afrique. Il ne décolorerait pas son âme noire dans un déluge d'américanisme blanc car il sait que le sang nègre a un message pour le monde. Il souhaite simplement qu'il soit possible pour un homme d'être à la fois nègre et américain sans être maudit et rejeté par ses collègues, sans voir les portes de l'Opportunité se refermer violemment sur son visage. »

— Du Bois, « Strivings of the Negro People », 1897

## Carrière

### Université d'Atlanta

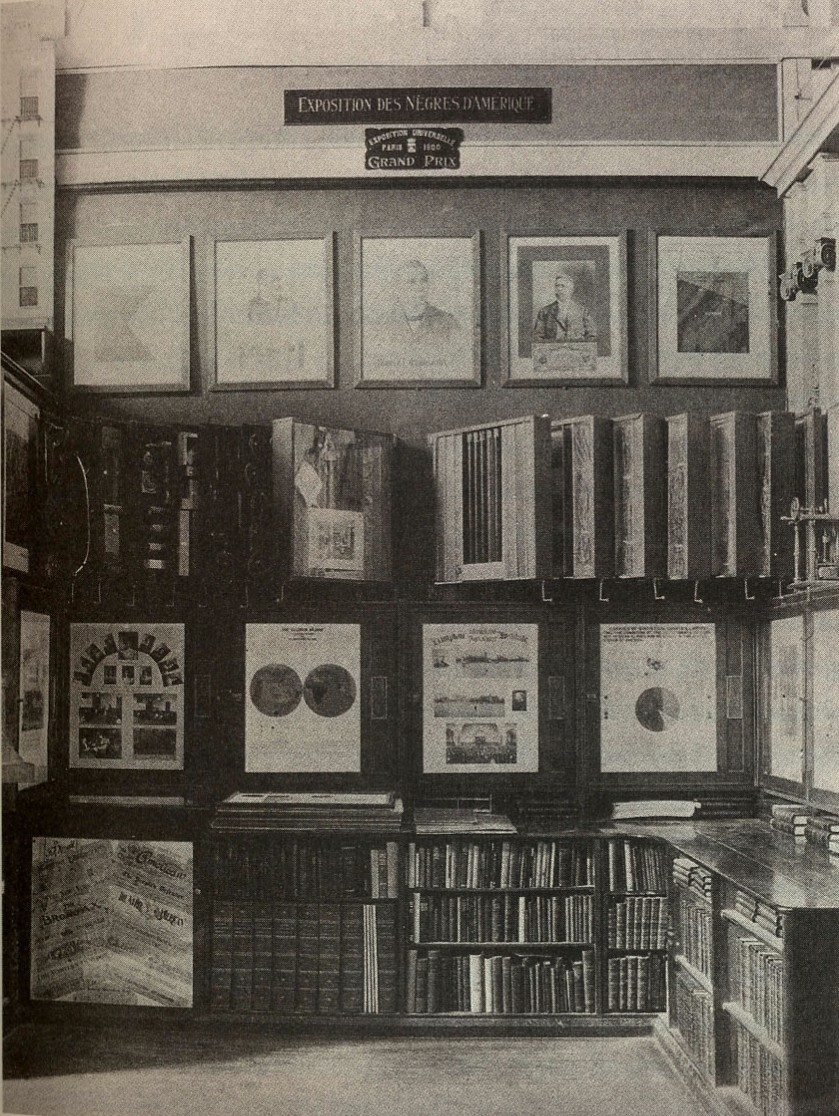
American Negro Exhibit à l'Exposition universelle de 1900, Paris.

En juillet 1897, Du Bois quitte Philadelphie et prit un poste de professeur d'histoire et d'économie à l'université traditionnellement noire d'Atlanta. Sa première grande réussite académique fut la publication de The Philadelphia Negro, une étude sociologique détaillée des afro-américains de Philadelphie basée sur ses recherches de 1896 et 1897. Cela représentait un pas important car il s'agissait de la première étude sociologique scientifique réalisée aux États-Unis et la première étude scientifique concernant les afro-américains, traduite en français un siècle plus tard. Dans l'étude, Du Bois inventa l'expression « the submerged tenth » (« le dixième submergé ») pour désigner la classe inférieure noire anticipant ainsi l'expression « talented tenth » (« dixième talentueux ») qu'il popularisera en 1903 pour décrire l'élite noire. La terminologie de Du Bois reflétait son opinion selon laquelle l'élite d'une nation, noire ou blanche, était la portion critique de la société responsable de la culture et du progrès. Les textes de Du Bois à cette époque étaient souvent méprisants pour la classe inférieure avec des termes comme « paresseux » ou « peu fiable » mais, à la différence d'autres spécialistes, il attribuait les nombreux problèmes sociétaux aux ravages de l'esclavage.
La production de Du Bois à l'université d'Atlanta fut prodigieuse. Malgré un budget limité, il produisit un grand nombre d'articles sociologiques et organisa chaque année l'Atlanta Conference of Negro Problems. Du Bois reçut également des subventions gouvernementales pour préparer des rapports sur la main d'œuvre et la culture afro-américaine. Ses étudiants le considéraient comme un enseignant brillant mais également réservé et strict.

### Booker T. Washington et le compromis d'Atlanta

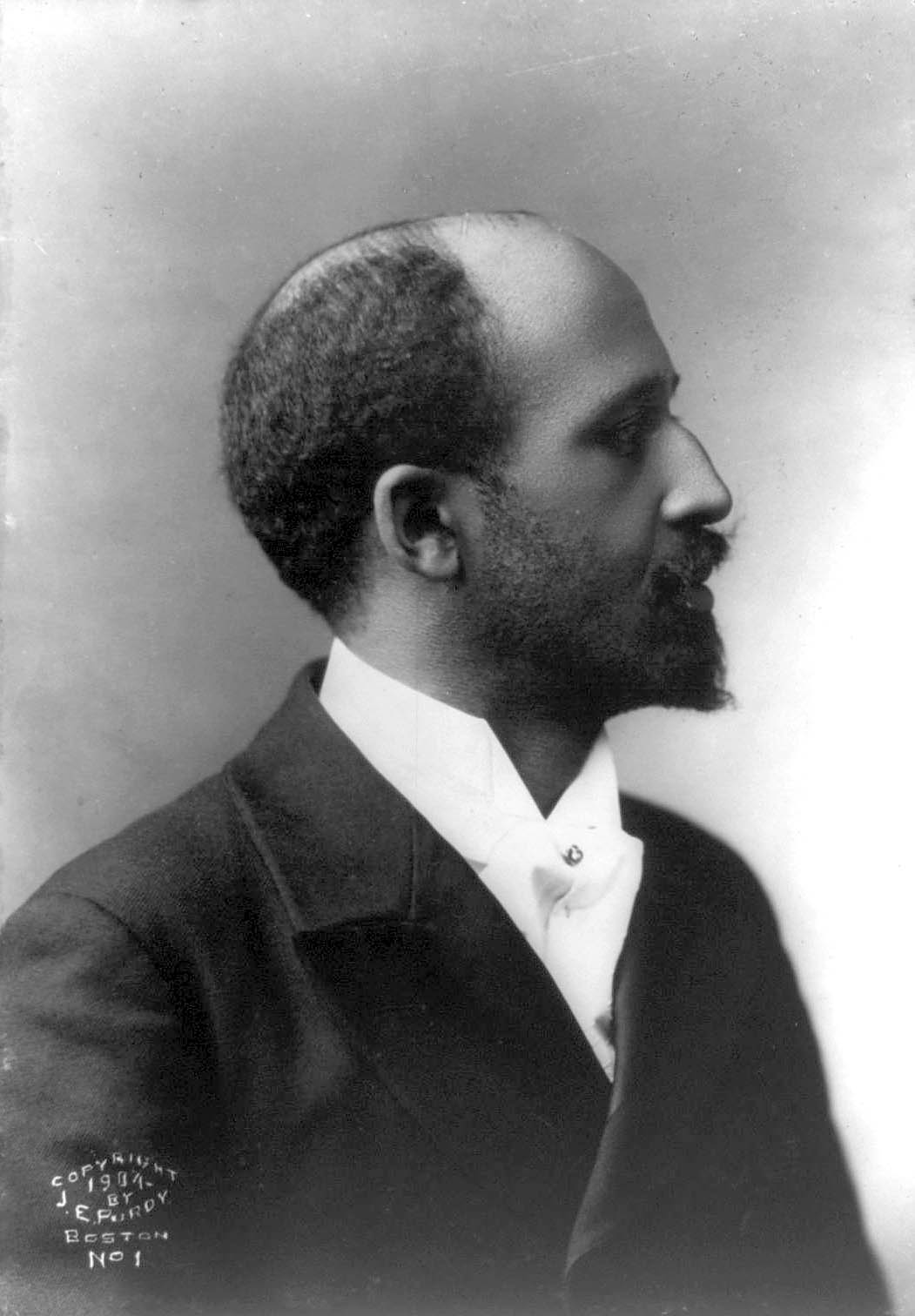
W. E. B. Du Bois en 1904

Dans la première décennie du XXe siècle, Du Bois émergea comme le porte-parole des noirs américains juste derrière Booker T. Washington. Washington était le directeur du Tuskegee Institute et avait une influence colossale sur la communauté afro-américaine. Washington était l'architecte du compromis d'Atlanta, un accord tacite qu'il conclut en 1895 avec les chefs blancs du Sud qui avaient pris le pouvoir après l'échec de la Reconstruction. L'accord prévoyait que les noirs du Sud se soumettraient aux discriminations, à la ségrégation, à l'exclusion du droit de vote et à l'interdiction du travail syndiqué ; que les blancs du Sud permettraient aux noirs de recevoir une éducation de base, des opportunités économiques et une égalité judiciaire ; et que les blancs du Nord investiraient dans les entreprises du Sud et financeraient les charités éducatives noires.
De nombreux afro-américains s'opposèrent à cette idée, dont Du Bois, Archibald H. Grimke, Kelly Miller, James Weldon Johnson et Paul Laurence Dunbar, représentants de la classe noire éduquée que Du Bois appela par la suite le « dixième talentueux ». Du Bois considérait que les afro-américains devraient se battre pour obtenir l'égalité des droits plutôt que de subir passivement la ségrégation et la discrimination du compromis d'Atlanta.
Le militantisme de Du Bois se renforça à la suite du lynchage de Sam Hose qui eut lieu près d'Atlanta en 1899. Hose fut torturé, brûlé et pendu par une foule de 2 000 blancs. Alors qu'il marchait dans Atlanta pour discuter du lynchage avec le rédacteur en chef d'un journal, Du Bois trouva les phalanges calcinées de Hose dans la devanture d'un magasin. L'épisode horrifia Du Bois et il conclut qu'il est « impossible pour quelqu'un de rester un scientifique calme et détaché alors que des nègres sont lynchés, assassinés et affamés ». Du Bois réalisa que « le remède ne consistait pas simplement à dire la vérité aux gens mais de les pousser à agir sur cette vérité ».
En 1901, Du Bois rédigea une critique du livre de Washington, Up from slavery, qu'il développa ensuite et intégra à son essai Of Mr. Booker T. Washington and Others dans The Souls of Black Folk. L'une des différences majeures entre les deux hommes était leur approche de l'éducation : Washington considérait que les écoles afro-américaines devraient se limiter à l'enseignement professionnel comme l'agriculture ou la mécanique. Du Bois pensait cependant que les écoles noires devraient offrir des cours d'arts libéraux car ces derniers étaient nécessaires pour créer une élite dirigeante.

### Niagara Movement

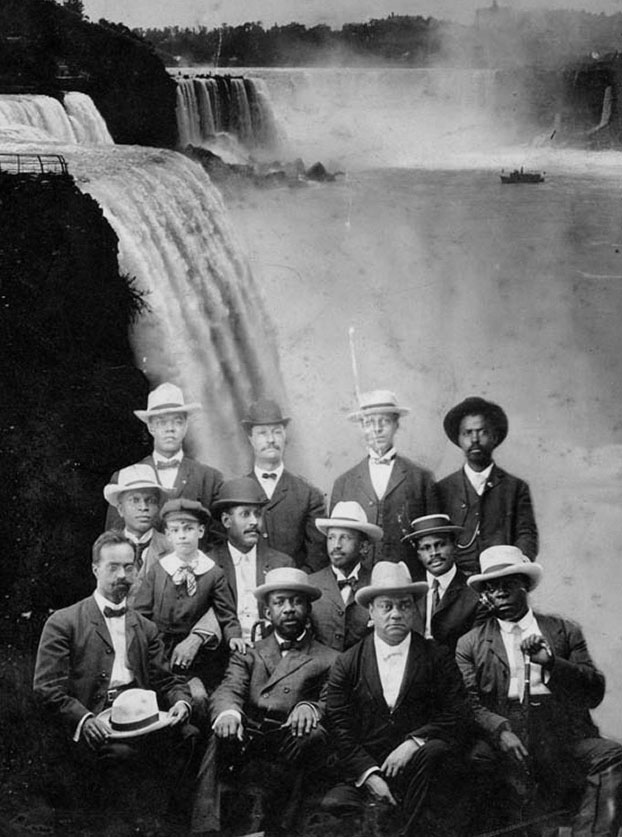
Fondateurs du Niagara Movement en 1905. Du Bois est dans la rangée du milieu avec le chapeau blanc.

En 1905, Du Bois et plusieurs autres militants afro-américains pour les droits civiques dont Fredrick McGhee (en), Max Barber (en) et William Monroe Trotter se rencontrèrent au Canada près des chutes du Niagara. Ils rédigèrent une déclaration de principes s'opposant au compromis d'Atlanta et se regroupèrent au sein du Niagara Movement en 1906.
Du Bois et les autres « Niagarites » voulaient promouvoir leurs idéaux auprès des afro-américains mais la plupart des journaux noirs étaient contrôlés par des éditeurs partisans de Washington ; Du Bois acheta donc une presse d'imprimerie et commença à publier le Moon Illustrated Weekly en décembre 1905. Il s'agissait du premier hebdomadaire illustré afro-américain et Du Bois l'utilisa pour attaquer les positions de Washington mais le magazine disparut au bout de huit mois. Du Bois fonda rapidement un autre périodique, The Horizon : A Journal of the Color Line, dont la parution commença en 1907.
Les Niagarites organisèrent une seconde conférence en août 1906 pour célébrer le centenaire de la naissance de l'abolitionniste John Brown sur le site de son raid contre un arsenal fédéral. Reverdy Cassius Ransom prit la parole et critiqua le fait que l'objectif principal de Washington était de fournir de travail aux noirs : « Aujourd'hui, deux classes de nègres… sont à la croisée des chemins. L'une conseille la soumission patiente aux humiliations et dégradations actuelles… L'autre classe considère qu'elle ne devrait pas accepter d'être humiliée, dégradée et bloquée à une place inférieure … Elle ne croit pas au troc de son humanité pour un salaire ».

### Les Âmes du peuple noir

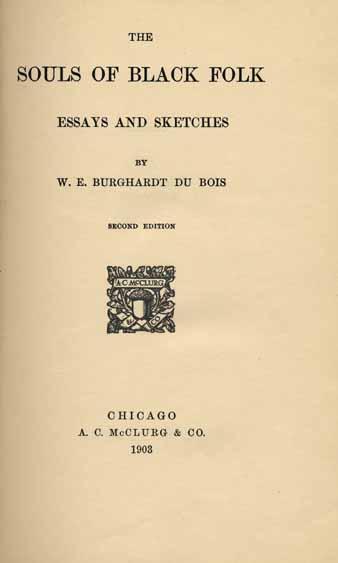
Couverture de la seconde édition de The Souls of Black Folk

Pour montrer le génie et l'humanité des Noirs, Du Bois publia The Souls of Black Folk (« Les Âmes du peuple noir »), une collection de 14 essais, en 1903. Selon James Weldon Johnson, la signification du livre pour les Afro-Américains fut comparable à celle de La Case de l'oncle Tom. L'introduction proclamait que « le problème du XXe siècle est le problème de la ligne de partage des couleurs ». Chaque chapitre commençait par deux épigraphes, l'un d'un poète blanc et l'autre d'un religieux noir, pour démontrer la parité intellectuelle et culturelle entre les cultures noire et blanche. Un thème majeur de l'ouvrage était la double-conscience à laquelle les afro-américains devaient faire face : être à la fois noir et américain, une identité unique selon Lewis, avait été un handicap dans le passé mais elle pourrait être une force dans le futur ; « Par conséquent, la destinée de la race peut être conçue comme ne menant ni à l'assimilation, ni à la séparation mais à un trait d'union fier et endurant ». Pour la spécialiste de la littérature négro-africaine Lilyan Kesteloot, ce livre est l'un des fondements de la pensée de la négritude.

### Violence raciale
À l'automne 1906, deux événements choquèrent les Afro-Américains et aidèrent Du Bois à prendre l'ascendant sur Washington. Premièrement, le président Theodore Roosevelt dégrada 167 soldats noirs après qu'ils eurent été accusés sur la base de preuves douteuses d'avoir assassiné un barman à Brownsville au Texas. Beaucoup de ces soldats avaient servi durant 20 ans et certains étaient proches de la retraite. Ensuite, des émeutes éclatèrent à Atlanta à la suite d'accusations non fondées concernant l'agression de femmes blanches par des hommes noirs et du fait de tensions raciales liées à la compétition pour le travail entre les ouvriers blancs et noirs. Les violences entraînèrent la mort de 25 personnes. À la suite de ces événements, Du Bois demanda à la communauté noire de retirer son soutien au parti républicain car les républicains Roosevelt et William Howard Taft ne soutenaient pas les noirs. La plupart des Afro-Américains avaient été loyaux au parti républicain depuis l'époque d'Abraham Lincoln.
Du Bois écrivit l'essai A Litany at Atlanta dans lequel il affirmait que les émeutes prouvaient que le compromis d'Atlanta était un échec car, malgré leur respect de l'accord, les noirs n'avaient pas obtenu de justice. Le compromis cessa d'être en vigueur car, selon l'historien David Lewis, les propriétaires blancs de plantations qui avaient initialement accepté le compromis avaient été remplacés par des hommes d'affaires agressifs qui voulaient monter les noirs contre les blancs. Ces deux événements marquèrent un tournant pour la communauté afro-américaine et marquèrent la fin du compromis d'Atlanta de Washington et l'avènement de la vision pour l'égalité des droits défendue par Du Bois.

### Travaux académiques
« On nous a dit : Sois noble et compétent et les portes te seront ouvertes. Aujourd'hui, les voies d'avancement dans l'armée, la marine, la fonction publique et même dans les affaires et la vie professionnelle sont continuellement fermées aux candidats noirs de valeur établie simplement sur l'excuse éhontée de la race et de la couleur. »

— Du Bois, « Discours à la quatrième convention Niagara », 1908
En plus de la rédaction d'éditoriaux, Du Bois continua de réaliser des études académiques à l'université d'Atlanta. En 1909, après cinq ans d'efforts, il publia une biographie de John Brown avec de nombreux points de vue originaux mais égaiement quelques erreurs factuelles. L'ouvrage fut violemment critiqué par The Nation appartenant à Oswald Villard, un auteur qui rédigeait également une biographie de John Brown. Le travail de Du Bois fut largement ignoré des spécialistes blancs. Après avoir publié un article dans le magazine Collier's annonçant la fin de la « suprématie blanche », il eut des difficultés pour faire publier ses articles par des grands périodiques. Il continua néanmoins de rédiger des éditoriaux dans le journal The Horizon.
Du Bois fut le premier afro-américain invité par la Société américaine d'histoire (AHA) pour présenter un article à sa conférence annuelle. Il fit la lecture de son article « Reconstruction and Its Benefits » devant une audience médusée en décembre 1909. Le document allait contre la vision dominante selon laquelle la Reconstruction après la guerre de Sécession avait été un désastre du fait de l'incompétence et de la paresse des noirs ; Au contraire, Du Bois affirma que la brève période de direction afro-américaine dans le Sud avait permis d'obtenir trois points importants : la démocratie, la gratuité des écoles publiques et une nouvelle législation sociale. L'article avançait également que c'était l'échec du gouvernement fédéral à gérer le Bureau des réfugiés, des affranchis et des terres abandonnées, chargé de distribuer des terres et de mettre en place un système éducatif, qui condamna les perspectives afro-américaines au Sud. Lorsque Du Bois présenta l'article quelques mois plus tard pour une publication dans The American Historical Review, il demanda que le mot « Negro » porte une majuscule. L'éditeur, John Franklin Jameson, refusa et publia l'article sans la capitalisation. Le travail fut également ignoré par les historiens blancs. L'article évolua ensuite pour servir de base à son œuvre maîtresse de 1935, Black Reconstruction. L'AHA n'invita pas d'autre conférencier afro-américain jusqu'en 1940.

### Actions avec la NAACP
En mai 1909, Du Bois assista à la National Negro Conference à New York. Le rassemblement donna naissance au National Negro Committee (en) présidé par Oswald Villard dont l'objectif était de faire campagne pour l'égalité des droits civiques et pour l'éducation. Lors de la seconde National Negro Conference au printemps suivant, les participants fondèrent la National Association for the Advancement of Colored People (NAACP, l'Association nationale pour l'avancement des gens de couleur). Sur une suggestion de Du Bois, le mot « de couleur » fut utilisé plutôt que le mot « noir » pour inclure les « personnes à la peau foncée où qu'elles soient ». Des douzaines de partisans des droits civiques, noirs et blancs, participèrent à la création mais la plupart des postes exécutifs étaient occupés par des blancs comme Mary White Ovington, Charles Edward Russell, William English Walling et son premier président, Moorfield Storey.

### The Crisis

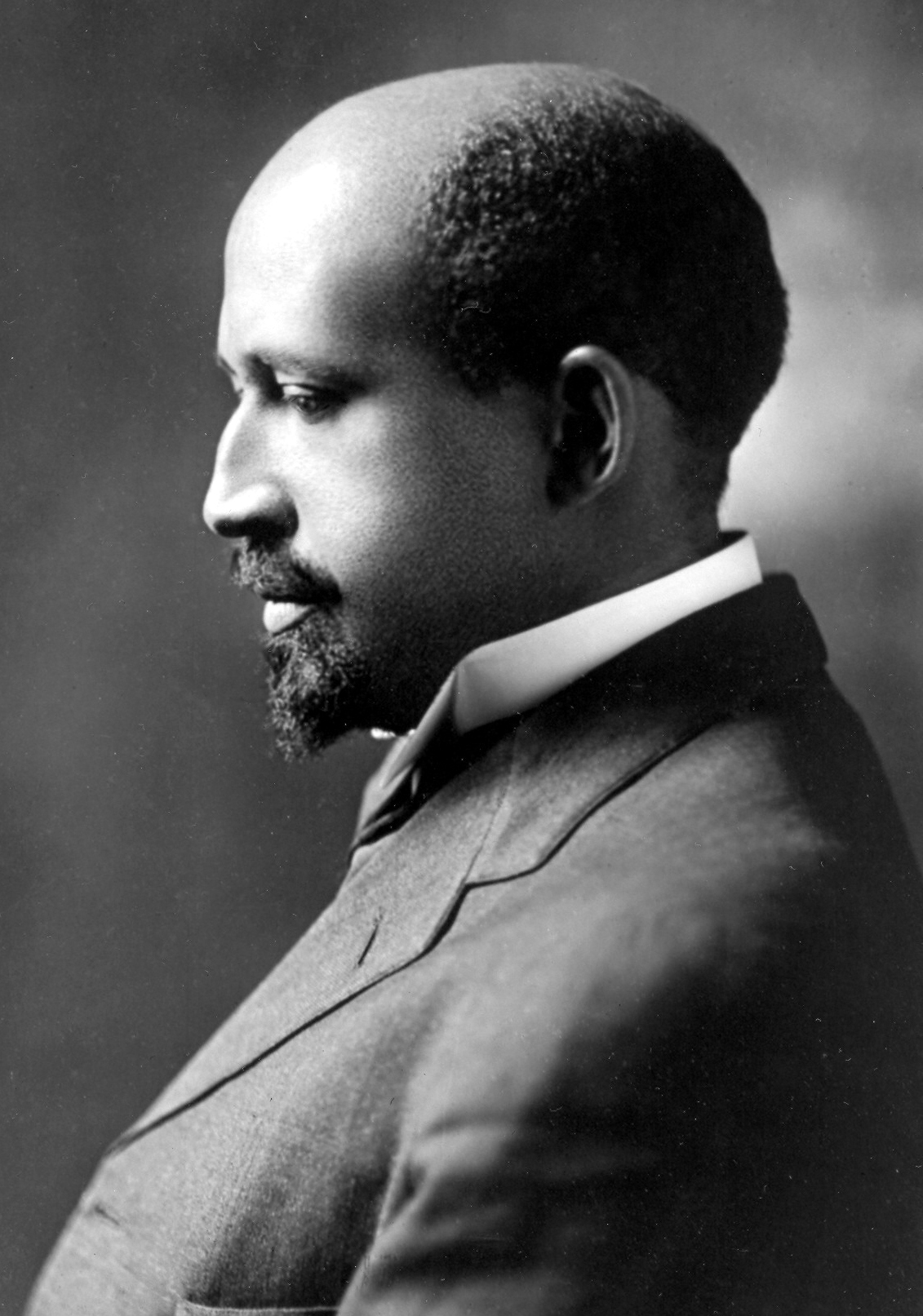
Du Bois vers 1911

Les dirigeants de la NAACP offrirent à Du Bois la position de directeur de la publicité et de la recherche. Il accepta l'offre à l'été 1910 et déménagea à New York après avoir démissionné de l'université d'Atlanta. Sa principale mission était d'éditer le mensuel de la NAACP qu'il appela The Crisis. Le premier numéro fut publié en novembre 1910 et Du Bois annonça que son objectif était de présenter « ces faits et arguments montrant le danger des préjugés racistes, particulièrement ceux manifestés aujourd'hui à l'encontre des personnes de couleur ». Le journal eut un succès phénoménal et il s'en vendait 100 000 exemplaires en 1920. Les articles figurant dans ces premières éditions critiquaient fréquemment l'esprit de clocher des églises noires et discutaient des origines africaines de la civilisation égyptienne.
Un célèbre éditorial de Du Bois publié en 1911 initia un mouvement national pour demander au gouvernement fédéral l'abolition du lynchage. Du Bois, avec le ton sarcastique qu'il employait souvent, commenta un lynchage en Pennsylvanie : « Le fait est qu'il est noir. La noirceur doit être punie. La noirceur est le crime des crimes… Il est par conséquent nécessaire, comme le savent tous les gredins blancs de la nation, de ne pas laisser passer une chance de punir ce crime des crimes. Si cela est possible, le prétexte doit bien sur être grand et écrasant ; quelque crime horrible rendu encore plus épouvantable par l'imagination des journalistes. Si cela n'est pas possible, le simple meurtre, l'incendie criminel ou les vexations feront l'affaire ».
The Crisis incluait des éditoriaux de Du Bois qui défendaient les idéaux du travail syndiqué mais condamnaient le racisme de ses dirigeants qui refusaient systématiquement l'adhésion des noirs. Du Bois soutint également les principes du Parti socialiste (dont il fut brièvement membre de 1910 à 1912) mais il dénonça également le racisme de certains de ses chefs. Frustré par l'échec du président républicain Taft à légiférer sur le lynchage, Du Bois défendit le candidat démocrate Woodrow Wilson lors de l'élection de 1912 en échange de son soutien pour les causes noires. Il se servit également du journal pour défendre la cause de Sarah Rector.
Dans tous ses écrits, Du Bois défendit le droit de vote des femmes mais il avait des réticences à soutenir publiquement le mouvement des suffragettes car ses dirigeants refusaient de soutenir son combat contre l'injustice raciale. Un éditorial de 1913 aborda le sujet tabou des mariages interraciaux : Même si Du Bois considérait que les personnes se mariaient généralement dans leur propre communauté, il y voyait un problème pour les droits des femmes car des lois interdisaient à des hommes blancs d'épouser des femmes noires. Du Bois écrivit que les « lois anti-métissage faisaient que les femmes noires ne pouvaient rien faire contre la lubricité des hommes blancs. Aux yeux de loi, les femmes noires sont réduites à la position de chiennes. Aussi bas que puisse tomber la fille blanche, elle peut contraindre son séducteur (NdT : violeur) à l'épouser… Nous devons tuer [les lois anti-métissage] non parce que nous sommes impatients de pouvoir épouser les sœurs de hommes noirs mais parce que nous voulons que les hommes blancs laissent nos sœurs tranquilles ».
En 1915 et 1916, certains dirigeants de la NAACP, inquiets des pertes financières de The Crisis et de la rhétorique enflammée de certains de ses écrits, tentèrent en vain d'évincer Du Bois de son poste de rédacteur en chef.

### Historien et auteur
Les années 1910 furent une période productive pour Du Bois. En 1911, il assista au First Universal Races Congress à Londres et il publia son premier roman, The Quest of the Silver Fleece. Deux ans plus tard, il écrivit, produisit et dirigea une reconstitution historique, The Star of Ethiopia (en). En 1915, il publia The Negro, une histoire des Africains noirs et le premier ouvrage de ce type en anglais. Le livre rejetait l'idée d'infériorité africaine et servit de base à la plupart des travaux d'historiographie africanocentrés au XXe siècle. The Negro prédisait l'unité et la solidarité des peuples de couleur du monde entier et il influença de nombreux partisans du mouvement panafricain.
En 1915, la revue The Atlantic Monthly publie un essai de Du Bois, « The African Roots of the War », qui présentait ses idées sur le capitalisme et le racisme. Il y affirmait que le partage de l'Afrique était la principale cause de la Première Guerre mondiale. Il anticipait également la future doctrine communiste en suggérant que les riches capitalistes avaient pacifié les ouvriers blancs en leur donnant juste assez de richesse pour les empêcher de se révolter et en les menaçant avec la concurrence moins coûteuse des ouvriers de couleurs.
W. E. B. Du Bois est l’un des écrivains Afro-Américains les plus influents ayant plaidé en faveur d’une civilisation égyptienne noire et africaine. Il publie ainsi de nombreux ouvrages dans lesquels il soutient l’existence d’une filiation noire des Égyptiens de l’Antiquité et notamment de leur berceau éthiopien : « Les Égyptiens étaient des nègres, et non seulement cela, mais par tradition ils se croyaient descendants non pas des blancs ou des jaunes, mais des peuples noirs du Sud » (Black Folk Then and Now, 1939). Selon lui, Aristote aurait plagié des textes de la bibliothèque d’Alexandrie, dont la construction est pourtant considérée comme postérieure au philosophe grec. Il avance également qu'Alexandre le Grand avait la peau noire et qu'il n'aurait pas fondé Alexandrie, censée avoir existé avant lui.

### Combats contre le racisme

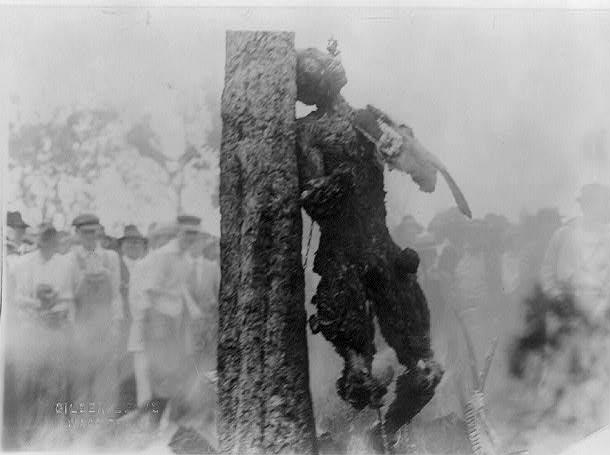
Du Bois inclut des photographies du lynchage de Jesse Washington dans le numéro de juin 1916 de The Crisis.

Du Bois exploita sa position influente à la NAACP pour s'opposer à de nombreux incidents racistes. Lorsque le film muet Naissance d'une nation fut présenté en 1915, Du Bois et la NAACP firent campagne pour son interdiction en raison de sa représentation des noirs comme violents et lubriques. Le combat échoua et contribua peut-être au succès du film mais la publicité entraîna l'adhésion de nouveaux partisans à la NAACP.
Le secteur privé n'était pas la seule source de racisme : sous le président Wilson, la situation difficile des Afro-Américains dans les fonctions publiques s'aggrava. De nombreuses agences fédérales mirent en place des recrutements uniquement destinés aux blancs, l'armée exclut les noirs des grades d'officier et le service de l'immigration interdisaient l'entrée de personnes d'ascendance africaine. En 1914, Du Bois écrivit un éditorial déplorant l'exclusion des noirs des postes fédéraux et il défendit le journaliste William Monroe Trotter lorsque ce dernier accusa violemment Wilson de ne pas avoir respecté ses promesses de justice envers les noirs.
The Crisis continua de faire campagne contre le lynchage. En 1915, il publia un article listant 2 732 lynchages ayant eu lieu entre 1884 et 1914. L'édition d'avril 1916 couvrit le lynchage collectif de six afro-américains dans le comté de Lee en Géorgie. Également en 1916, l'article « Waco Horror » relata le lynchage de Jesse Washington et fut novateur dans son utilisation du journalisme sous couverture pour rapporter la conduite des blancs de Waco au Texas.
Le début du XXe siècle fut marqué par la Grande migration des noirs du Sud des États-Unis vers le Nord-Est, le Midwest et l'Ouest américain. Du Bois écrivit un éditorial soutenant la Grande migration car il considérait qu'elle permettrait aux noirs d'échapper au racisme du Sud, de trouver des opportunités économiques et de s'assimiler dans la société américaine.
Le mouvement eugéniste américain était encore jeune dans les années 1910 et de nombreux eugénistes influents étaient ouvertement racistes, définissant les noirs comme une « race inférieure ». Du Bois s'opposait à cette idée qu'il considérait comme une aberration non scientifique mais acceptait le principe de base de l'eugénisme : Que des personnes différentes ont des caractéristiques innées qui les rendent plus ou moins adaptées à des emplois spécifiques et qu'en encourageant la procréation des membres les plus talentueux de chaque race, il serait possible d'« améliorer » la race humaine,

### Première Guerre mondiale
Alors que les États-Unis se préparaient à entrer dans la Première Guerre mondiale en 1917, le collègue de Du Bois à la NAACP, Joel Elias Spingarn, créa un camp pour entraîner les Afro-américains à devenir officiers dans l'armée américaine. L'idée était controversée car certains Blancs considéraient que les Noirs n'étaient pas compétents pour être officiers et certains Noirs refusaient que les Afro-américains participent à ce qu'ils considéraient être une guerre de l'homme blanc. Du Bois défendit le camp d'entraînement de Spingarn mais fut déçu lorsque l'armée retira du service actif l'un de ses rares officiers noirs, Charles Young, avec le prétexte d'une santé fragile. L'armée accepta de créer 1 000 postes d'officiers pour les Noirs mais insista pour que 250 soient confiés à des hommes du rang subordonnés à des Blancs plutôt qu'à des esprits indépendants issus du camp de Spingarn. Plus de 700 000 Noirs furent enrôlés dès le premier jour de la conscription mais ils furent soumis à des mesures discriminatoires qui firent l'objet de virulentes protestations de la part de Du Bois.

Du Bois organisa la Silent Parade à New York en 1917 pour protester contre les émeutes d'East St. Louis.

Après les émeutes de East Saint Louis dans l'Illinois à l'été 1917, Du Bois se rendit sur place pour enquêter. Entre 40 et 250 Afro-américains avaient été massacrés par des Blancs principalement car les industries de Saint-Louis avaient embauché des Noirs pour remplacer les ouvriers blancs en grève. Du Bois relata les émeutes dans l'article « The Massacre of East St. Louis », publié dans l'édition de septembre de The Crisis, qui contenait des photographies et des entretiens détaillant les violences. L'historien David Levering Lewis conclut que Du Bois déforma certains faits pour augmenter l'impact de l'article. Pour démontrer la colère de la communauté noire, Du Bois organisa la Silent Parade qui rassembla environ 9 000 Afro-américains sur la Cinquième Avenue de New York. Il s'agissait de la première parade de ce type à New York et la deuxième manifestation publique de Noirs pour les droits civiques.
L'émeute de Houston de 1917 perturba Du Bois et fut un revers important aux efforts pour permettre aux Afro-américains de devenir officiers. L'émeute éclata après que la police de Houston eut arrêté et battu deux soldats noirs ; en réponse, plus de 100 soldats noirs descendirent dans la rue et tuèrent 16 Blancs. À la suite d'un jugement en cour martiale, 19 soldats furent pendus et 67 emprisonnés. Malgré l'émeute de Houston, Du Bois et d'autres continuèrent leurs pressions sur l'armée pour qu'elle accepte des officiers entraînés au camp de Spingarn. Leur combat fut couronné de succès et 600 officiers rejoignirent l'armée en octobre 1917.
Les fonctionnaires fédéraux, inquiets des opinions subversives exprimées par les dirigeants de la NAACP, tentèrent d'intimider la NAACP en la menaçant avec des enquêtes. Du Bois ne fut pas intimidé et en février 1918, il prédit que la Première Guerre mondiale déboucherait sur le renversement des systèmes coloniaux européens et à la libération des peuples de couleur dans le monde entier, dans un numéro de The Crisis, où son portrait par Frank Walts, illustre la couverture. Le président de la NAACP, Joel Spingarn, était enthousiaste au sujet de la guerre et il persuada Du Bois d'envisager un poste d'officier dans l'armée à la condition qu'il écrive un éditorial rejetant sa position pacifiste. Du Bois accepta le marché et il écrivit l'éditorial « Close Ranks » en juin 1918 et peu après il fut nommé officier dans l'armée au sein du renseignement militaire. De nombreux dirigeants noirs, qui voulaient utiliser la guerre pour faire pression en faveur des droits civiques, critiquèrent Du Bois et son soudain changement d'opinion. Les officiers sudistes dans l'unité de Du Bois rejetèrent sa présence et sa commission fut rapidement retirée avant qu'il n'ait véritablement commencé son service.

### Après la guerre
À la fin de la guerre, Du Bois se rendit en Europe en 1919 pour assister au premier Congrès panafricain et s'entretenir avec des soldats afro-américains en prévision d'un livre sur leur expérience de la guerre. Il était suivi par des agents américains qui cherchaient des preuves d'activités déloyales. Du Bois découvrit que la majorité écrasante des soldats noirs américains était reléguée à des tâches subalternes loin du front. Certaines unités étaient armées et une en particulier, la 92e division d'infanterie, participa aux combats. Du Bois documenta l'étendue du racisme dans l'armée et conclut que le commandement décourageait les Afro-américains de rejoindre l'armée, discréditait les réussites des soldats noirs et promouvait l'intolérance.

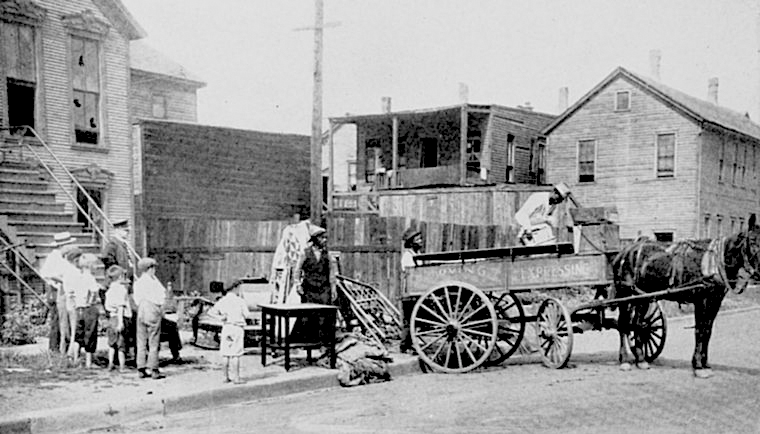
Du Bois documenta les émeutes raciales de l'Été rouge de 1919. Cette famille quitte sa maison après qu'elle a été vandalisée lors des émeutes à Chicago.

À son retour aux États-Unis, Du Bois était plus déterminé que jamais à obtenir les mêmes droits pour les afro-américains. Les soldats noirs revenant d'Europe se sentaient plus forts et représentaient une nouvelle attitude appelée New Negro (en). Dans l'éditorial « Returning Soldiers », il écrivit « Mais, par Dieu, nous sommes des lâches et des crétins si, maintenant que la guerre est finie, nous ne rassemblons pas chaque once de notre cerveau et de nos muscles pour mener une bataille plus longue, plus dure et plus intransigeante contre les forces de l'enfer dans notre propre pays ». De nombreux noirs déménagèrent dans les villes du Nord pour trouver du travail et certains ouvriers blancs craignaient cette compétition. Cette lutte pour le travail fut l'une des principales causes de l'Été rouge de 1919, une série d'émeutes raciales au cours desquelles plus de 300 afro-américains furent tués dans plus de 30 villes. Du Bois documenta les atrocités dans les colonnes de The Crisis et publia en décembre une photographie d'un lynchage ayant eu lieu lors de l'émeute à Omaha dans le Nebraska.
L'épisode le plus monstrueux de l'Été rouge eut lieu à Elaine dans l'Arkansas où près de 200 noirs furent assassinés. Les rapports sudistes accusaient les noirs et avançaient qu'il s'agissait d'un complot pour renverser le gouvernement. Ulcéré par ces mensonges, Du Bois publia une lettre dans le New York World, affirmant que le seul crime commis par les métayers noirs avait été d'avoir osé défier les propriétaires terriens blancs en engageant un avocat pour enquêter sur les irrégularités contractuelles. Plus de 60 Noirs survivants furent arrêtés, jugés et condamnés pour conspiration au cours d'un procès expéditif. Une procédure d'appel appelée Moore v. Dempsey fut ensuite présentée devant la Cour suprême des États-Unis. Du Bois rallia les noirs de tous les États-Unis pour lever des fonds en faveur de la défense et six ans plus tard, la Cour, présidée par Oliver Wendell Holmes Jr., annula les condamnations. Si la victoire judiciaire eut peu d'impact immédiat sur la justice des noirs dans le Sud, elle marqua la première utilisation fédérale du XIVe amendement garantissant un procès équitable pour empêcher les états de protéger les violences perpétrées contre les noirs.
En 1920, Du Bois publia Darkwater: Voices From Within the Veil (Eaux troubles : Voix de derrière le voile), la première de ses trois autobiographies. Le « voile » était celui recouvrant les peuples de couleur autour du monde et avec ce livre, il espérait retirer ce voile et montrer aux lecteurs blancs à quoi ressemblait la vie derrière ce voile et comment il modifiait le point de vue de ceux regardant à travers dans les deux sens. Le livre contenait l'essai féministe de Du Bois, « The Damnation of Women », qui était un hommage à la dignité et à la valeur des femmes, particulièrement les femmes noires.
Préoccupé par le fait que les livres d'école destinés aux enfants afro-américains ignoraient l'histoire et la culture noire, Du Bois créa un mensuel pour enfants, The Brownies' Book. Publié à partir de 1920, il était destiné aux enfants noirs que Du Bois appelait « enfants du soleil.

### Panafricanisme et Marcus Garvey
Du Bois se rendit en Europe en 1921 pour assister au second Congrès panafricain. Des intellectuels noirs du monde entier publièrent les Résolutions de Londres et établirent un quartier-général de l'association panafricaine à Paris. Sur les conseils de Du Bois, les résolutions insistaient sur l'égalité raciale et sur le fait que l'Afrique devait être gouvernée par les Africains (non avec le consentement des Africains comme cela était indiqué lors du Congrès de 1919). Du Bois reprit les résolutions du Congrès dans son Manifesto To the League of Nations qui implorait sans grand succès la nouvelle Société des Nations de nommer des Africains à des postes clés. Lui-même et les autres participants au congrès sont surveillés par les services de renseignement américain et français.
Un autre chef afro-américain important des années 1920 était Marcus Garvey, promoteur du mouvement Back to Africa (« Retour en Afrique ») et fondateur de l'Universal Negro Improvement Association and African Communities League (UNIA). Garvey s'opposait aux efforts de Du Bois visant à obtenir l'égalité via l'intégration et défendait le séparatisme racial. Du Bois soutient initialement le concept de Garvey d'une « Black Star Line » (par opposition à la White Star Line), une compagnie maritime devant faciliter le commerce au sein de la diaspora africaine. Par la suite, Du Bois s'inquiéta du fait que Garvey posait une menace aux efforts de la NAACP et Du Bois le qualifia d'imprudent et de fraudeur. Au sujet du slogan l'« Afrique aux Africains » de Garvey, Du Bois déclara qu'il défendait l'idée mais s'opposait à la volonté de Garvey d'une Afrique gouvernée par les afro-américains.
Du Bois écrivit une série d'articles dans The Crisis entre 1922 et 1924 attaquant le mouvement de Garvey et le qualifiant d'« ennemi le plus dangereux de la race nègre en Amérique et dans le monde ». Du Bois et Garvey ne firent jamais aucune tentative sérieuse de collaboration et leur dispute trouve en partie ses racines dans le désir de leurs organisations respectives (NAACP et UNIA) de contrôler une plus grande partie des financements disponibles.
La décision de l'université Harvard d'exclure les noirs de ses dortoirs en 1921 fut dénoncée par Du Bois comme un exemple du large effort aux États-Unis pour renouveler le « culte anglo-saxon ; la vénération du totem nordique, le retrait des droits des nègres, des juifs, des Irlandais, des Hongrois, des Asiatiques et des insulaires des mers du Sud. La domination mondiale du blanc nordique par la force brute ». Lorsque Du Bois se rendit en Europe en 1923 pour participer au troisième Congrès panafricain, la distribution de The Crisis était tombée à 60 000 exemplaires après un maximum de 100 000 durant la guerre mais le journal restait le principal périodique du mouvement des droits civiques. Le président Calvin Coolidge nomma Du Bois en tant qu'« émissaire extraordinaire » au Liberia et après la fin du Congrès, Du Bois embarqua à bord d'un cargo allemand aux îles Canaries et visita le Liberia, la Sierra Leone et le Sénégal.
Du Bois promouvait fréquemment la créativité artistique afro-américaine dans ses écrits et lorsque la Renaissance de Harlem commença au milieu des années 1920, son article « A Negro Art Renaissance » célébrait la fin du long éloignement des noirs des activités créatrices. Son enthousiasme pour la Renaissance de Harlem disparut quand il vint à croire que de nombreux blancs visitaient Harlem par voyeurisme plutôt que par véritable appréciation de l'art noir. Du Bois insista pour que les artistes reconnaissent leurs responsabilités morales en écrivant qu'un « artiste noir est avant tout un artiste noir ». Il s'inquiétait également du fait que les artistes noirs n'utilisaient pas leur art pour promouvoir des causes noires et il déclara « Je me fiche de tout art qui n'est pas utilisé pour la propagande ». À la fin de l'année 1926, il cessa d'utiliser The Crisis pour soutenir les arts.

### Socialisme
Neuf ans après la révolution russe de 1917, Du Bois prolongea un voyage en Europe pour visiter l'Union des républiques socialistes soviétiques. Il fut frappé par la pauvreté et la désorganisation qu'il découvrit mais fut impressionné par l'intense travail des fonctionnaires et par la reconnaissance accordée aux travailleurs. Même si Du Bois n'était pas encore familiarisé avec les théories communistes de Karl Marx ou de Vladimir Ilitch Lénine, il conclut que le socialisme serait un meilleur chemin vers l'égalité raciale que le capitalisme.
Du Bois défendait généralement les principes socialistes mais ses idées étaient beaucoup plus réformistes que révolutionnaires ; il ne croit pas en la capacité des communistes à transformer du jour au lendemain les mentalités et les structures économiques. En 1929, Du Bois soutint le candidat démocrate Jimmy Walker pour la mairie de New York contre le candidat socialiste Norman Thomas car il considérait que la victoire de Walker serait plus bénéfique pour les noirs même si la plateforme de Thomas était plus en accord avec ses idées. Tout au long des années 1920, Du Bois et la NAACP hésitèrent entre les partis républicain et démocrate et se prononçaient pour les candidats promettant de s'opposer aux lynchages, d'améliorer les conditions de travail ou de défendre les droits civiques dans le Sud ; généralement, les candidats ne respectaient pas leurs promesses.
En 1931, la NAACP se retrouva en concurrence avec le Parti communiste lorsque ce dernier réagit rapidement pour soutenir les Scottsboro Boys, neuf jeunes afro-américains accusés de viol en Alabama. Du Bois et la NAACP considéraient que l'affaire ne serait pas bénéfique pour leur cause et ils choisirent de laisser le Parti communiste organiser leur défense. Du Bois fut impressionné par la vaste quantité d'argent et de publicité que les communistes allouèrent aux efforts partiellement couronnés de succès de la défense et il en vint à suspecter les communistes de vouloir présenter leur parti comme une meilleure alternative à la NAACP auprès des afro-américains. En réponse aux critiques de la NAACP émanant du Parti communiste, Du Bois écrivit des articles condamnant le parti, affirmant qu'il avait attaqué injustement la NAACP et qu'il ne parvenait pas à prendre conscience de l'ampleur du racisme aux États-Unis. Les chefs communistes accusèrent Du Bois d'être un « ennemi de classe » et affirmèrent que la direction de la NAACP était une élite isolée déconnectée de la classe ouvrière noire pour laquelle ils se battaient.

### Retour à Atlanta
Du Bois ne s'entendait pas bien avec Walter White, le directeur de la NAACP à partir de 1931. Ce conflit, associé aux difficultés financières de la Grande Dépression, provoqua une lutte de pouvoir pour la direction de The Crisis. Du Bois, inquiet d'une possible suppression de son poste de rédacteur en chef, démissionna et accepta un poste académique à l'université d'Atlanta au début de l'année 1933. Le fossé avec la NAACP s'agrandit en 1934 lorsque Du Bois révisa sa position sur la ségrégation, avançant qu'une égalité des droits au prix d'une séparation était un objectif acceptable pour les afro-américains. La direction de la NAACP fut choquée et demanda à Du Bois de retirer sa déclaration ; il refusa et la dispute mena à sa démission.
Après son arrivée à Atlanta, Du Bois écrivit une série d'articles généralement favorables au marxisme. Il n'était pas un ardent défenseur des syndicats ou du Parti communiste mais il considérait que l'explication scientifique de la société par Marx était utile pour expliquer la situation des afro-américains aux États-Unis. L'athéisme de Marx trouva également un écho favorable chez Du Bois qui critiquait fréquemment les églises noires qui selon lui affaiblissaient la sensibilité au racisme des noirs. Dans ses écrits de 1933, Du Bois embrassa le socialisme mais affirma que le « travail de couleur n'a rien à voir avec le travail blanc », une position controversée qui trouvait son origine dans le rejet de Du Bois des syndicats américains qui avaient refusé l'adhésion des noirs durant des décennies. Du Bois ne soutint pas le Parti communiste américain et il ne vota pas pour son candidat lors de l'élection présidentielle de 1932 malgré la présence d'un afro-américain, James Ford, candidat à la vice-présidence sur le ticket.

### Black Reconstruction in America
De retour dans le monde académique, Du Bois fut capable de reprendre son étude de la Reconstruction, le sujet de son article de 1910 présenté devant l'association américaine d'histoire. En 1935, il publia son œuvre maîtresse, Black Reconstruction in America. Le livre présentait la thèse, dans les mots de l'historien David Levering Lewis, selon laquelle « les noirs, obtenant soudainement la citoyenneté dans un environnement d'une hostilité sauvage, démontrèrent une volonté et une intelligence admirable de même que l'indolence inhérente à trois siècles de servitude ». Du Bois documenta le rôle central joué par les noirs dans la Guerre de Sécession et la Reconstruction et montra comment ils firent des alliances avec les politiciens blancs. Il apporta les preuves que cette coalition établit l'éducation publique au Sud ainsi que de nombreux programmes sociaux indispensables. Le livre démontrait également la façon dont l'émancipation des noirs, la pierre angulaire de la Reconstruction, annonçait de profonds changements dans la société américaine mais également comment et pourquoi le pays ne parvint pas à faire appliquer les droits civiques des noirs à la suite de la Reconstruction.
La thèse du livre allait à l'encontre de l'interprétation orthodoxe de la Reconstruction défendue par les historiens blancs et le livre fut quasiment ignoré des historiens jusque dans les années 1960. Il déclencha cependant une tendance « révisionniste » dans l'historiographie de la Reconstruction qui mettait l'accent sur la quête de liberté des noirs et les changements politiques radicaux de l'époque,. Au XXIe siècle, Black Reconstruction est largement considéré comme le « texte fondateur de l'historiographie révisionniste afro-américaine ».

### Projet d'Encyclopédie
En 1932, Du Bois fut choisi par plusieurs organisations philanthropiques dont le Phelps-Stokes Fund, la Carnegie Corporation et le General Education Board pour être le rédacteur en chef d'un projet d'Encyclopedia of the Negro, un travail que Du Bois avait envisagé durant 30 ans. Après plusieurs années de planification et de préparation, les organisations philanthropiques annulèrent le projet en 1938 car certains membres considéraient Du Bois comme trop partial pour produire une encyclopédie objective.

### Voyage autour du monde
En 1936, Du Bois entreprit un voyage autour du monde au cours duquel il visita l'Allemagne nazie, la Chine et le Japon. Alors qu'il était en Allemagne, Du Bois remarqua qu'il était traité avec cordialité et respect, mais à son retour, il affirma son ambivalence au sujet du régime nazi. Il admirait la façon dont les nazis avaient redressé l'économie allemande mais était horrifié par leur traitement des juifs qu'il décrivait comme « une attaque contre la civilisation comparable uniquement à des horreurs comme l'inquisition espagnole ou le commerce triangulaire ».
Après la victoire japonaise lors de la Guerre russo-japonaise en 1905, Du Bois fut impressionné par la puissance croissante du Japon impérial. Il voyait la victoire du Japon sur l'Empire russe comme un exemple des peuples de couleur battant les peuples blancs. Un représentant japonais se rendit aux États-Unis dans les années 1920 et 1930 et il donna à Du Bois une bonne impression des politiques raciales du Japon. En 1936, l'ambassadeur japonais organisa un voyage au Japon pour Du Bois et un petit groupe d'universitaires
En 1940, il fonde Phylon, une revue scientifique confrontant race et culture, conçue en collaboration avec l'université d'Atlanta (devenue Clark Atlanta University (en)), qui existe toujours.

### Seconde Guerre mondiale
Du Bois s'opposa à la participation américaine à la Seconde Guerre mondiale, en particulier dans le Pacifique car il considérait que la Chine et le Japon émergeaient des griffes des impérialistes blancs et qu'une guerre contre le Japon était une opportunité pour les blancs de rétablir leur influence en Asie. Le plan gouvernemental pour les afro-américains dans les forces armées fut un coup dur pour Du Bois : le pourcentage de noirs était limité à 5,8 % des effectifs et il ne devait y avoir aucune unité combattante afro-américaine ; il s'agissait quasiment des mêmes restrictions que durant la Première Guerre mondiale. Les noirs menacèrent de soutenir l'opposant au président Franklin Delano Roosevelt lors de l'élection de 1940 et Roosevelt nomma quelques noirs à des postes de commandement dans l'armée.
Dusk of Dawn (« Pénombre de l'Aube »), la seconde autobiographie de Du Bois fut publiée en 1940. Le titre faisait référence à l'espoir de Du Bois selon lequel les afro-américains sortaient des ténèbres du racisme pour entrer dans une ère de plus grande égalité. L'ouvrage est à la fois autobiographique, historique et sociologique. Du Bois décrivit le livre comme « l'autobiographie du concept de race… élucidé et magnifié et sans doute distordu dans les pensées et les actions qui furent les miennes… Ainsi, pour tous les temps, ma vie est importante pour toutes les vies des hommes. ».
En 1943, alors qu'il était âgé de 76 ans, le poste de Du Bois à l'université d'Atlanta fut brutalement supprimé par le président de l'université, Rufus Clement. De nombreux universitaires s'opposèrent à cette décision et l'université d'Atlanta lui accorda le titre de professeur émérite et une pension à vie. Arthur Spingarn remarqua que Du Bois avait passé son temps à Atlanta à « lutter de tout son corps contre l'ignorance, l'intolérance, la paresse, développant des idées que personne à part lui ne comprenait et soulevant l'espoir qu'il serait compris dans une centaine d'années ». Refusant des postes aux universités Fisk et Howard, Du Bois rejoignit la NAACP en tant que directeur du département des recherches spéciales. À la surprise de nombreux dirigeants de la NAACP, Du Bois se plongea dans le travail avec vigueur et détermination. Durant les dix années durant lesquelles Du Bois s'était mis à l'écart de la NAACP, ses revenus avaient quadruplé et le nombre d'adhérents était passé à 325 000.

### Dernières années

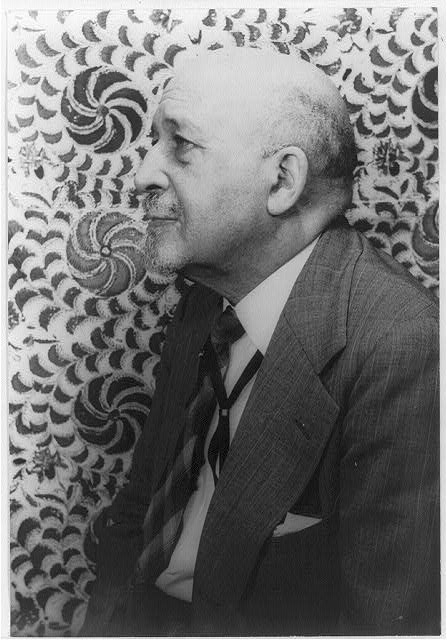
Du Bois en 1946, photographie de Carl Van Vechten

#### Nations unies
Du Bois participe à la conférence de San Francisco qui fonde l'Organisation des Nations unies en 1945 en tant que membre d'une délégation de trois personnes de la NAACP. La délégation de la NAACP demande que les Nations unies soutiennent l'égalité raciale et mettent un terme à la colonisation. Pour pousser l'organisation dans cette direction, Du Bois rédige une proposition indiquant « le système de gouvernement colonial… est non démocratique, socialement dangereux et une cause majeure de conflits ». La proposition de la NAACP reçut le soutien de la Chine, de la Russie et de l'Inde mais elle est virtuellement ignorée par les autres grandes puissances et n'est pas incluse dans la Charte des Nations unies.
Après la conférence de San Francisco, Du Bois publie Color and Democracy, un livre attaquant les empires coloniaux et qui, selon les mots d'un critique littéraire, « contient assez de dynamite pour faire exploser tout ce vicieux système sur lequel nous avons réconforté nos âmes blanches et rempli les poches de pirates capitalistes ».
À la fin de l'année 1945, Du Bois assiste au cinquième et dernier Congrès panafricain à Manchester au Royaume-Uni. Le Congrès est le plus productif des cinq et Du Bois y rencontre Kwame Nkrumah, le futur premier président du Ghana, lequel l'invite par la suite.

#### Guerre froide
Avec l'entrée dans la Guerre froide, la NAACP se distancie des communistes de peur que sa réputation et ses financements n'en souffrent. La NAACP redouble d'efforts en 1947 lorsque le magazine Life publie un article d'Arthur Meier Schlesinger Jr. avançant que la NAACP était fortement influencée par les communistes. Ignorant les demandes de la NAACP, Du Bois continue de fraterniser avec des sympathisants communistes comme Paul Robeson, Howard Fast et Shirley Graham (sa future seconde épouse). Du Bois écrivit « Je ne suis pas un communiste… D'un autre côté, je pense que Karl Marx a mis le doigt directement sur nos difficultés… ». En 1946, Du Bois écrit des articles donnant son évaluation de l'Union soviétique où il n'y défend pas le communisme et critique son régime dictatorial. Il considére cependant que le capitalisme est responsable de la pauvreté et du racisme et que le socialisme est l'alternative pouvant régler ces problèmes. Les Soviétiques rejettent explicitement les distinctions de classe et de race ce qui mène Du Bois à conclure que l'URSS est le « pays le plus prometteur sur Terre ». L'association de Du Bois avec d'influents communistes en fait un handicap pour la NAACP particulièrement depuis que le FBI a commencé à enquêter agressivement sur les sympathisants communistes. En conséquence, par accord mutuel, il démissionne de la NAACP pour la deuxième fois à la fin de l'année 1948. Après son départ de la NAACP, Du Bois commence à écrire régulièrement pour l'hebdomadaire de gauche National Guardian, une collaboration qui dure jusqu'en 1961.

#### Engagement pacifiste
Du Bois est de longue date un militant pacifiste mais ses efforts se renforcent après la Seconde Guerre mondiale. En 1949, Du Bois prononce un discours à la conférence mondiale scientifique et culturelle pour la paix à New York, dans lequel il dit : « Je vous le dis, peuple d'Afrique, le monde sombre est en mouvement ! Il veut et aura la Liberté, l'Autonomie et l'Égalité. Il ne sera pas détourné de ces droits fondamentaux par les pinaillages dialectiques politiques… Les Blancs peuvent, s'ils le veulent, se préparer au suicide. Mais l'immense majorité des peuples du monde vont les dépasser pour la liberté ! ». Au printemps 1949, devant le Congrès mondial des partisans de la paix de Paris, il déclare devant une large foule : « Menant ce nouvel impérialisme colonial se trouve ma propre terre natale construite par le sang et le labeur de mon père, les États-Unis. Les États-Unis sont une grande nation, riche par la grâce de Dieu et prospère grâce au dur travail de ses citoyens les plus humbles… Ivre de pouvoir, nous menons le monde vers l'enfer d'un nouveau colonialisme avec le même vieil esclavage humain qui nous a ruiné et à une Troisième Guerre mondiale qui ruinera le monde ». Du Bois rejoint une organisation de gauche, le National Council of Arts, Sciences and Professions et en tant que son représentant, il se rend à Moscou pour discourir devant la All-Soviet Peace Conference, « le Comité soviétique pour la paix (CPS) également appelé le Comité soviétique pour la défense de la paix (SCDP) », à la fin de l'année 1949.

### Maccarthysme
Dans les années 1950, la campagne anti-communiste du gouvernement américain menée par le sénateur Joseph McCarthy vise Du Bois à cause de ses tendances socialistes. L'historien Manning Marable caractérise le traitement gouvernemental de Du Bois comme une « répression brutale » et un « assassinat politique».
Le FBI commence à rédiger un dossier sur Du Bois en 1942 mais les attaques gouvernementales les plus virulentes contre Du Bois ont lieu au début des années 1950 à la suite de l'opposition de Du Bois aux armes nucléaires. En 1950, Du Bois devint président du nouveau Peace Information Center (PIC) dont l'objectif est de faire connaître l'appel de Stockholm aux États-Unis. Cet appel est une pétition mondiale visant à demander aux gouvernements d'interdire les armes nucléaires. Le département de la Justice des États-Unis avança que le PIC agissait comme un agent d'une puissance étrangère ce qui imposait au PIC de s'enregistrer auprès du gouvernement fédéral. Du Bois et les autres dirigeants du PIC refusent et sont inculpés pour cela. Après l'inculpation, certains associés de Du Bois prennent leurs distances d'avec lui et la NAACP refuse de le soutenir ; néanmoins de nombreuses personnalités syndicales et de gauche, dont Langston Hughes, le défendent. Il est finalement jugé en 1951 par l'avocat des droits civils Vito Marcantonio. L'affaire est classée avant que le jury n'ait rendu son verdict dès que l'avocat de la défense déclare au juge que « le Dr Albert Einstein a offert de comparaître en tant que témoin de moralité de Du Bois »,. Même si Du Bois n'est pas condamné, le gouvernement confisque son passeport et le conserve durant huit ans.

### Communisme
Du Bois est amèrement déçu par beaucoup de ses collègues — particulièrement à la NAACP — qui ne le soutiennent pas durant le procès du PIC en 1951 alors que des Noirs et des Blancs de la classe ouvrière le défendent avec enthousiasme,. Après le procès, Du Bois s'installe à Manhattan où il continue à écrire, à discourir et à s'associer avec des personnages de gauche. Sa principale préoccupation est la paix mondiale et il proteste contre les actions militaires comme la guerre de Corée qu'il voit comme une tentative des impérialistes blancs pour maintenir les peuples de couleur dans un état de soumission.
En 1950, à l'âge de 82 ans, Du Bois fit campagne pour devenir sénateur de l'État de New York avec le Parti ouvrier américain et reçut 200 000 votes soit 4 % du total. Du Bois continue de considérer que le capitalisme est le principal responsable de l'assujettissement des peuples de couleur dans le monde et par conséquent, même s'il reconnait les fautes de l'Union soviétique, il continue de penser que le communisme est une solution possible aux problèmes raciaux. Pour son biographe, David Lewis, Du Bois ne soutient pas le communisme pour son propre compte mais parce que « les ennemis de ses ennemis étaient ses amis ». La même ambiguïté caractérise les opinions de Du Bois au sujet de Joseph Staline. En 1940, il parle du « Tyran Staline » mais à sa mort en 1953, Du Bois écrit une nécrologie caractérisant Staline comme « simple, calme et courageux » et le loue pour avoir été le « premier à mettre la Russie sur la route de la fin de l'intolérance raciale et à faire une nation avec ses 140 groupes sans détruire leur individualité ».
Le gouvernement américain empêche Du Bois d'assister à la conférence de Bandung de 1955 en Indonésie. La conférence est le couronnement de 40 ans de rêves de Du Bois ; un rassemblement de 29 nations d'Afrique et d'Asie dont la plupart ont récemment obtenu leur indépendance et représentent la plus grande partie des peuples de couleur du monde. La conférence célèbre leurs indépendances alors que ces pays commencent à se considérer comme non-alignés dans le cadre de la Guerre froide. En 1958, Du Bois récupère son passeport et avec sa seconde épouse, Shirley Graham Du Bois, il visite la Chine et la Russie. Dans les deux pays, son accueil est célébré et on lui montre les meilleurs aspects du communisme. Du Bois ne se rend pas compte des défauts de ces deux pays même s'il visite la Chine durant le tragique Grand Bond en avant et il écrit plus tard qu'il approuve les conditions de vie dans les deux pays.
En 1961, Du Bois est ulcéré lorsque la Cour suprême confirme la constitutionnalité du McCarran Act de 1950 qui impose aux communistes de s'enregistrer auprès du gouvernement. Pour témoigner de sa colère, il rejoint le Parti communiste en octobre 1961 à l'âge de 93 ans. Au même moment, il écrit : « Je crois au communisme, un mode de vie planifié dans la production de richesse conçu pour construire un État dont l'objectif est le plus haut niveau de vie de son peuple et non le profit d'une partie ».

### Religion
Même si Du Bois alla à l'église congrégationaliste de Nouvelle-Angleterre durant son enfance, il abandonna la religion organisée à l'université Fisk. À l'âge adulte, il se décrit comme agnostique et libre penseur et son biographe David Lewis conclut que Du Bois est virtuellement athée. Du Bois refuse de présider des prières publiques lorsqu'on lui demande. Dans son autobiographie, il écrit : « Lorsque je suis devenu le directeur d'un département à Atlanta, le contrat fut retenu car encore une fois j'ai regimbé à mener une prière… J'ai poliment refusé de rejoindre tout autre église ou tout autre croyance.… Je pense que le plus grand cadeau de l'Union soviétique à la civilisation moderne est le renversement du clergé et le refus de laisser la religion enseignée dans les écoles publiques ». Du Bois considére que les églises en Amériques sont les institutions les plus discriminatoires. Du Bois reconnait parfois le rôle bénéfique de la religion dans la vie afro-américaine mais en général il méprise les églises et le clergé afro-américain car il considére qu'ils ne soutiennent pas les buts d'égalité raciale et qu'ils handicapent les efforts des militants. Même si Du Bois n'est pas personnellement religieux, il inclut des éléments religieux dans ses écrits et beaucoup de ses contemporains le consident comme un prophète. Son poème en prose Credo de 1904 est écrit dans le style d'un credo religieux et largement lu par la communauté afro-américaine

### Mort en Afrique
Le Ghana invite Du Bois en Afrique pour qu'il participe aux célébrations d'indépendance en 1957 mais il ne peut y assister car le gouvernement américain a confisqué son passeport en 1951. En 1960, Du Bois, ayant récupéré son passeport, traverse l'Atlantique pour célébrer la création de la république du Ghana. Du Bois retourne en Afrique à la fin de l'année 1960 pour assister à l'investiture de Nnamdi Azikiwe en tant que premier gouverneur africain du Nigeria.
Alors qu'il visite le Ghana en 1960, Du Bois échange avec son président au sujet de la création d'une nouvelle encyclopédie de la diaspora africaine, l'Encyclopedia Africana. Au début de l'année 1961, le Ghana lui notifie avoir préparé des fonds pour financer le projet et l'invite à venir au Ghana pour superviser sa rédaction. En octobre 1961, à l'âge de 93 ans, Du Bois et sa femme se rendent au Ghana et commencent à travailler. Au début de l'année 1963, les États-Unis refusent de renouveler son passeport et il demande la nationalité ghanéenne qui lui est accordée. Sa santé décline durant ses deux années au Ghana et il meurt le 27 août 1963 dans la ville d'Accra à l'âge de 95 ans, la veille du discours de Martin Luther King I have a dream. Du Bois est inhumé à Accra près de sa résidence qui est maintenant le Du Bois Memorial Centre. Le lendemain de sa mort, lors de la Marche sur Washington pour l'emploi et la liberté, Roy Wilkins demande aux centaines de milliers de personnes présentes de respecter un moment de silence en son honneur. Le Civil Rights Act de 1964, reprenant de nombreuses réformes pour lesquelles Du Bois avait fait campagne toute sa vie, est promulgué un an après sa mort.

## Vie privée

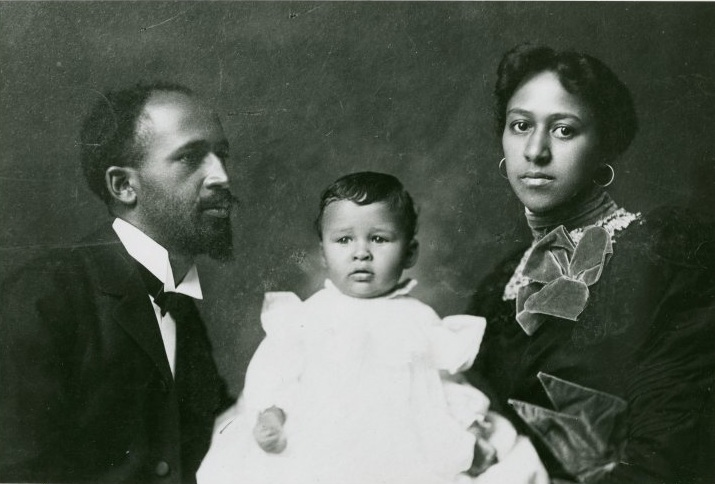
Du Bois avec sa femme Nina Gomer et sa fille Yolande vers 1901

Du Bois était une personnalité disciplinée et organisée ; il se levait chaque jour à 7 h 15, travaillait jusqu'à 17 h, dînait et lisait un journal jusqu'à 19 h puis lisait ou socialisait jusqu'à son coucher qu'il prenait invariablement avant 22 h. Il était un planificateur méticuleux et préparait fréquemment son emploi du temps et ses objectifs sur de larges feuilles de papier millimétré. Beaucoup de ses connaissances le trouvaient distant et réservé et il demandait à ce qu'on l'appelle « Dr Du Bois ». Même s'il n'était pas social, il tissa de forts liens avec ses associés comme Charles Young, Paul Laurence Dunbar, John Hope et Mary White Ovington. Son ami le plus proche était Joel Spingarn, un blanc, mais Du Bois n'accepta jamais que Spingarn l'appelle par son prénom. Du Bois avait quelque chose d'un dandy, il s'habillait formellement, portait une canne et marchait avec assurance et dignité. Il était relativement petit (166 cm) et arborait toujours une moustache et une barbiche bien entretenue. Il était un bon chanteur et aimait jouer au tennis.
Du Bois fut marié à deux reprises, la première fois avec Nina Gomer (de 1896 à 1950) avec qui il eut deux enfants, un fils, Burghardt (qui mourut peu après sa naissance) et une fille, Yolande, qui épousa en 1928 Countee Cullen, mais ils divorcèrent deux ans plus tard. Après la mort de Nina Gomer, il épousa en 1951 Shirley Graham de 28 ans sa cadette. Elle était écrivaine, metteuse en scène, compositrice et militante. Elle avait déjà un enfant, David Graham, qui se rapprocha de Du Bois et prit son nom ; il travailla également en faveur des causes afro-américaines. L'historien David Lewis écrivit que Du Bois avait eu plusieurs liaisons extraconjugales. L'historien Raymond Wolters est cependant circonspect sur cette affirmation compte tenu du manque de confirmation de la part des amantes présumées de Du Bois.

## Hommages

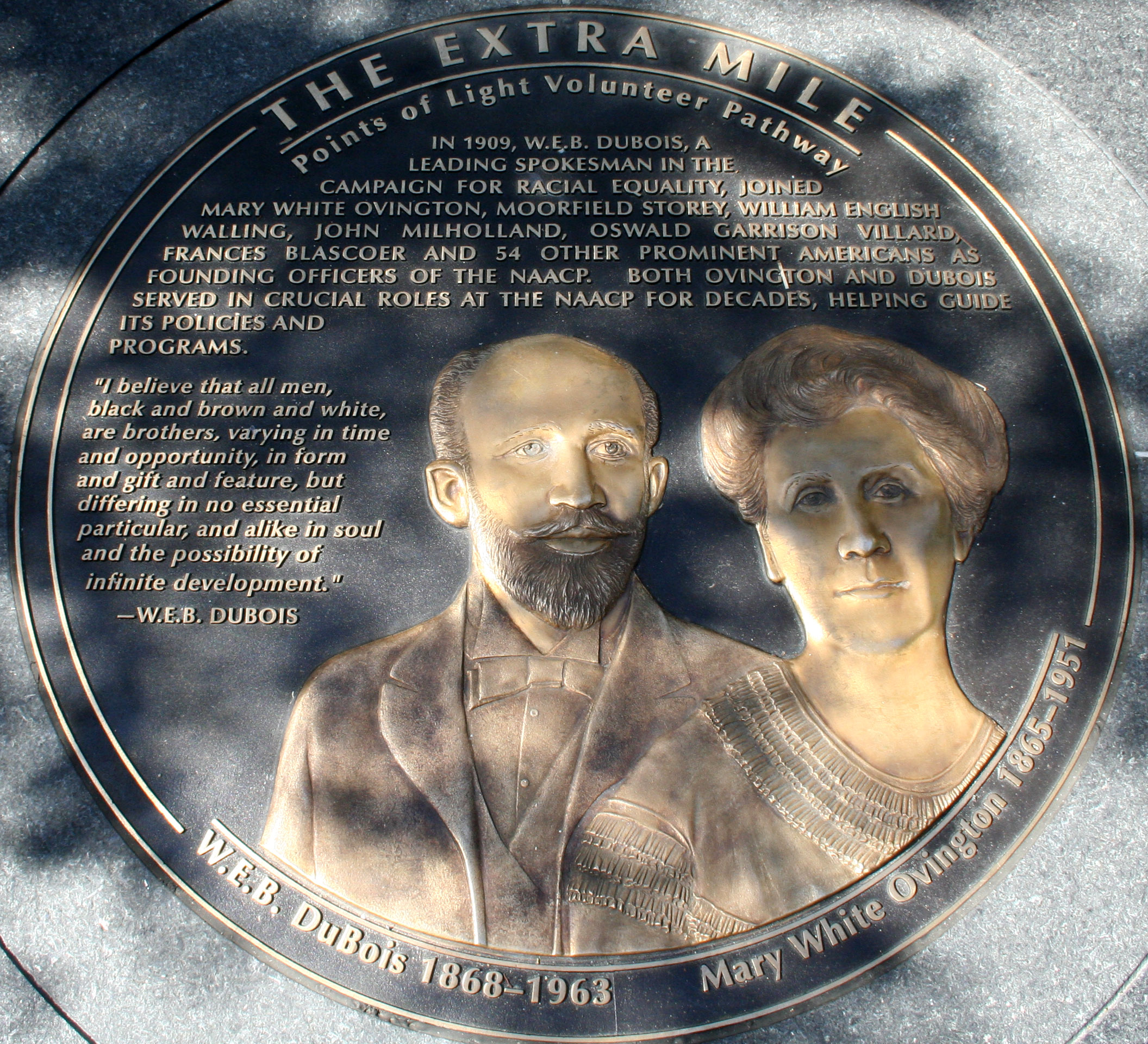
Plaque honorant W. E. B. Du Bois et Mary White Ovington sur lExtra Mile de Washington, D.C.

- La NAACP lui attribua la médaille Spingarn en 1920[275].
- L'URSS lui décerna le prix Lénine pour la paix en 1959[276].
- L'emplacement de sa maison natale à Great Barrington dans le Massachusetts est devenu un National Historic Landmark en 1976[277].
- En 1992 et 1998, l'United States Postal Service créa un timbre postal honorant Du Bois[278].
- En 1994, la grande bibliothèque de l'université du Massachusetts à Amherst fut nommée d'après Du Bois[279].
- Le centre Du Bois de l'université d'Arizona du Nord est nommé en son honneur[280].
- La résidence des étudiants de l'université de Pennsylvanie où Du Bois a conduit son étude de terrain pour son travail sociologique The Philadelphia Negro, a été renommé Du Bois[281].
- Africana : The Encyclopedia of the African and African-American Experience fut dédiée à Du Bois par ses rédacteurs Anthony Appiah et Henry Louis Gates[282].
- L'université Humboldt de Berlin accueille une série de conférences nommées en l'honneur de Du Bois[283].
- L'historien Molefi Kete Asante liste Du Bois dans sa liste des 100 plus grands afro-américains[284].
- En 2005, Du Bois fut honoré par une plaque sur l'Extra Mile de Washington, D.C., le mémorial des grands militants américains[285].
- W. E. B. Du Bois a été honoré du grand prix de la Mémoire à l'édition 2017 des Grands Prix des associations littéraires du Cameroun[286].
- On fait mention de W. E. B. Du Bois dans la chanson All Black Everything de Lupe Fiasco, chanson portant sur l'esclavage et le racisme envers les Noirs, lors du passage : « ... constitution written by W. E. B. Du Bois. »[287]

## Œuvres

### Essais
- The Suppression of the African Slave-Trade to the United States of America, 1638-1870, New York, Londres & Bombay, London Longmans, Green and Co, (réimpr. 1970, 1999, 2009, 2014) (1re éd. 1896), 360 p. (ISBN 9780199384341, lire en ligne),
- The Negro Church : Report of a Social Study Made under the Direction of Atlanta University, Atlanta, Georgie, The Atlanta university press (réimpr. 2003, 2018) (1re éd. 1903), 230 p. (ISBN 9780343248451, OCLC 9856010437, lire en ligne),
- The Negro, New York, H. Holt (réimpr. 2001, 2017) (1re éd. 1915), 280 p. (ISBN 9781979513128, OCLC 948727554, lire en ligne),
- Black Reconstruction in America (préf. David Levering Lewis), New York, Atheneum (réimpr. 1962, 1971, 1998, 2014) (1re éd. 1935), 772 p. (ISBN 9780199385652, OCLC 59854556, lire en ligne),

### Biographies
- John Brown, Philadelphie, Pennsylvanie, G.W. Jacobs & Company (réimpr. 2001, 2014, 2020, 2021) (1re éd. 1909), 424 p. (ISBN 9798552639823, OCLC 728542712, lire en ligne),

### Anthologies de ses textes
- W.E.B. Du Bois (dir.), An ABC of Color : selections chosen by the author from over a half century of his writings, New York, International Publishers (réimpr. 1971, 1983, 1989, 2001) (1re éd. 1969), 232 p. (ISBN 9780717803910, OCLC 59343, lire en ligne),
- Henry Lee Moon (dir.), The Emerging Thought of W.E.B. Du Bois : Essays and Editorials from the Crisis, New York, Simon and Schuster, 1972, 460 p. (ISBN 9780671208295, lire en ligne),
- Eric J. Sundquist (Ed.), The Oxford W.E.B. Du Bois reader, Oxford, Oxford University Press, 1996, ix, 680 (ISBN 0-19-509178-7)
- Shamoon Zamir (Ed.), The Cambridge companion to W.E.B. Du Bois, Cambridge, 2008, xx, 172 (ISBN 978-0-521-69205-2)
- Nahum Dimitri Chandler (dir.), The Problem of the Color Line at the Turn of the Twentieth Century : The Essential Early Essays, New York, Fordham University Press, 2015, 398 p. (ISBN 9780823254545, lire en ligne),

### Autobiographies
- Darkwater : Voices from Within the Veil, New York, Harcourt, Brace and Howe (réimpr. 1999, 2016, 2021) (1re éd. 1920), 296 p. (LCCN 20004763, lire en ligne),
- Dusk of Dawn: An Essay Toward an Autobiography of a Race Concept (1940)
- The Autobiography of W. E. Burghardt Du Bois, (1968)

### Romans
- The Quest of the Silver Fleece (1911)
- Dark Princess: A Romance (1928)
- The Black Flame Trilogy:
  - The Ordeal of Mansart (1957)
  - Mansart Builds a School (1959)
  - Worlds of Color (1961)

### Traductions en français
- Les âmes du peuple noir (trad. de l'anglais par Magali Bessone, ainsi que l'introduction, les notes et la postface), Paris, La Découverte, 2007 2004, 339 p. (ISBN 978-2-7071-5106-3)
- Les Noirs de Philadelphie: une enquête sociale. Suivi de Enquête spéciale sur les Noirs employés dans le service domestique dans le 7e district, par Isabel Eaton (trad. de l'anglais, Édition établie par Nicolas Martin-Breteau : trad., introduction et appareil critique), Paris, La Découverte, 2019, 592 p. (ISBN 978-2-348-04348-2)
- Pénombre de l'aube. Essai d'autobiographie d'un concept de race (trad. de l'anglais par de l'anglais, présentation et notes par Jean Pavans), Paris, Vendémiaire, 2020, 424 p. (ISBN 978-2-36358-350-5)

### Archives deThe Crisis
Du Bois édita The Crisis de 1910 à 1933 et y rédige de nombreux articles polémiques :
- Archives de The Crisis sur le site de l'Université de Tulsa : Modernist Journals Collection
- Archives de The Crisis sur le site de l'université Brown
- Numéros de The Crisis sur Google Books

### Enregistrements
- Socialism and the American Negro (1960)
- W.E.B. DuBois A Recorded Autobiography, Entretien avec Moses Asch (1961)

### Articles

#### Années 1890-1939
- « The Study of the Negro Problems », The Annals of the American Academy of Political and Social Science,, vol. 11,‎ janvier 1898, p. 1-23 (23 pages) (lire en ligne),
- « The Economic Position of the American Negro », Publications of the American Economic Association, 3rd Series, vol. 6, no 1,‎ février 1905, p. 216-221 (6 pages) (lire en ligne),
- « Reconstruction and its Benefits », The American Historical Review, vol. 15, no 4,‎ juillet 1910, p. 781-799 (19 pages) (lire en ligne),
- « Of the Culture of White Folk », The Journal of Race Development, vol. 7, no 4,‎ avril 1917, p. 434-447 (14 pages) (lire en ligne),
- « Britain's Negro Problem in Sierra Leone », Current History (1916-1940), vol. 21, no 5,‎ février 1925, p. 690-700 (11 pages) (lire en ligne ),
- « France's Black Citizens in West Africa », Current History (1916-1940), vol. 22, no 4,‎ juillet 1925, p. 559-564 (6 pages) (lire en ligne ),
- « The Shape of Fear », The North American Review, vol. 223, no 831,‎ juin - août 1926, p. 291-304 (14 pages) (lire en ligne),
- « Race Relations in the United States », The Annals of the American Academy of Political and Social Science, vol. 140,‎ novembre 1928, p. 6-10 (5 pages) (lire en ligne),
- « Liberia, the League and the United States », Foreign Affairs, vol. 11, no 4,‎ juillet 1933, p. 682-695 (14 pages) (lire en ligne ),
- « A Negro Nation Within the Nation », Current History (1916-1940), vol. 42, no 3,‎ juin 1935, p. 265-270 (6 pages) (lire en ligne ),
- « Does the Negro need Separate Schools? », The Journal of Negro Education, vol. 4, no 3,‎ juillet 1935, p. 328-335 (8 pages) (lire en ligne ),
- « Inter-Racial Implications of the Ethiopian Crisis: A Negro View », Foreign Affairs, vol. 14, no 1,‎ octobre 1935, p. 82-92 (11 pages) (lire en ligne ),
- « Social Planning for the Negro, Past and Present », The Journal of Negro Education, vol. 5, no 1,‎ janvier 1936, p. 110-125 (16 pages) (lire en ligne ),
- « How Negroes Have Taken Advantage of Educational Opportunities Offered by Friends », The Journal of Negro Education, vol. 7, no 2,‎ avril 1938, p. 124-131 (8 pages) (lire en ligne ),
- « Black Africa Tomorrow », Foreign Affairs, vol. 17, no 1,‎ octobre 1938, p. 100-110 (11 pages) (lire en ligne ),
- « The Negro Scientist », The American Scholar, vol. 8, no 3,‎ été 1939, p. 309-320 (12 pages) (lire en ligne ),
- « The Position of the Negro in the American Social Order: Where Do We Go From Here? », The Journal of Negro Education, vol. 8, no 3,‎ juillet 1939, p. 551-570 (20 pages) (lire en ligne ),

#### Années 1940-1949
- « Pushkin », Phylon (1940-1956), vol. 1, no 3,‎ automne 1940, p. 240-241+265-269 (7 pages) (lire en ligne ),
- « Moton of Hampton and Tuskegee », Phylon (1940-1956), vol. 1, no 4,‎ hiver 1940, p. 302+344-351 (9 pages) (lire en ligne ),
- « Federal Action Programs and Community Action in the South », Social Forces, vol. 19, no 3,‎ mars 1941, p. 375-380 (6 pages) (lire en ligne ),
- « A Chronicle of Race Relations », Phylon (1940-1956), vol. 2, no 2,‎ printemps 1941, p. 172-190 (19 pages) (lire en ligne ),
- « Neuropa: Hitler's New World Order », The Journal of Negro Education, vol. 10, no 3,‎ juillet 1941, p. 380-386 (7 pages) (lire en ligne ),
- « A Chronicle of Race Relations », Phylon (1940-1956), vol. 2, no 3,‎ automne 1941, p. 289-306 (18 pages) (lire en ligne ),
- « A Chronicle of Race Relations », Phylon (1940-1956), vol. 2, no 4,‎ hiver 1941, p. 388-406 (19 pages) (lire en ligne ),
- « A Chronicle of Race Relations », Phylon (1940-1956), vol. 3, no 1,‎ janvier -avril 1942, p. 66-86 (21 pages) (lire en ligne ),
- « The Cultural Missions of Atlanta University », Phylon (1940-1956), vol. 3, no 2,‎ mai-août 1942, p. 105-115 (11 pages) (lire en ligne ),
- « A Chronicle of Race Relations », Phylon (1940-1956), vol. 3, no 3,‎ automne 1942, p. 320-334 (15 pages) (lire en ligne ),
- « A Chronicle of Race Relations », Phylon (1940-1956), vol. 3, no 4,‎ octobre- décembre 1942, p. 417-434 (18 pages) (lire en ligne ),
- « Mr. Sorokin's Systems », The Journal of Modern History, vol. 14, no 4,‎ décembre 1942, p. 500-521 (22 pages) (lire en ligne ),
- « A Chronicle of Race Relations », Phylon (1940-1956), vol. 4, no 1,‎ janvier - mars 1943, p. 73-84 (12 pages) (lire en ligne ),
- « A Chronicle of Race Relations », Phylon (1940-1956), vol. 4, no 2,‎ avril - juin 1943, p. 164-180 (17 pages) (lire en ligne ),
- « The Realities in Africa: European Profit or Negro Development? », Foreign Affairs, vol. 21, no 4,‎ juillet 1943, p. 721-732 (12 pages) (lire en ligne ),
- « The Negro Soldier in Service Abroad During the First World War », The Journal of Negro Education, vol. 12, no 3,‎ été 1943, p. 324-334 (11 pages) (lire en ligne ),
- « Reconstruction, Seventy-Five Years After », Phylon (1940-1956), vol. 4, no 3,‎ juillet - septembre 1943, p. 205-212 (8 pages) (lire en ligne ),
- « A Chronicle of Race Relations », Phylon (1940-1956), vol. 4, no 3,‎ juillet - septembre 1943, p. 270-289 (20 pages) (lire en ligne ),
- « A Chronicle of Race Relations », Phylon (1940-1956), vol. 4, no 4,‎ octobre - décembre 1943, p. 362-387 (26 pages) (lire en ligne ),
- « A Chronicle of Race Relations », Phylon (1940-1956), vol. 5, no 1,‎ janvier - mars 1944, p. 68-89 (22 pages) (lire en ligne ),
- « Prospect of a World Without Race Conflict », American Journal of Sociology, vol. 49, no 5,‎ mars 1944, p. 450-456 (7 pages) (lire en ligne ),
- « A Chronicle of Race Relation », Phylon (1940-1956), vol. 5, no 2,‎ avril - juin 1944, p. 101-102+165-188 (26 pages) (lire en ligne ),
- « Colonies and Moral Responsibility », The Journal of Negro Education, vol. 15, no 3,‎ été 1946, p. 311-318 (8 pages) (lire en ligne ),
- « Race Relations in the United States 1917-1947 », Phylon (1940-1956), vol. 9, no 3,‎ juillet - septembre 1948, p. 234-247 (14 pages) (lire en ligne ),
- « Discrimination Affects All People », The Phi Delta Kappan, vol. 30, no 8,‎ avril 1949, p. 300 (1 page) (lire en ligne ),

#### Années 1950-1963
- « The Passing of Alain Leroy Locke », Phylon (1940-1956), vol. 15, no 3,‎ juillet- septembre 1954, p. 243-252 (11 pages) (lire en ligne ),
- « Africa and the American Negro intelligentsia », Présence Africaine, Nouvelle série, no 5,‎ décembre 1955 - janvier 1956, p. 34-51 (18 pages) (lire en ligne ),

## Pour approfondir

#### Dossier du FBI concernant W.E.B. Du Bois
- Federal Bureau of Investigation, File on W.E.B. Du Bois (lire en ligne),

#### Notices dans des encyclopédies et manuels de références
- (en-US) Jr. Alton Hornsby (dir.), African American Biography, vol. 1 : A-D, Detroit, Michigan, UXL, 1993, 225 p. (ISBN 9780810392342, lire en ligne), p. 209-212,
- (en-US) Suzan Michele Bourgoin (dir.), Encyclopedia of World Biography, vol. 5 : Did-Forb, Detroit, Michigan, Gale Research, 1997, 510 p. (ISBN 9780787625450, lire en ligne), p. 116-118,
- (en-US) Notable African American Writers, vol. 1 : Maya Angelou-Henry Louis Gates, Jr., Pasadena, Californie, Salem Press, 2006, 449 p. (ISBN 9781587652738, lire en ligne), p. 308-317,
- (en-US) Paul Finkelman (dir.), Encyclopedia of African American History, 1896 to the Present : From the Age of Segregation to the Twenty-first Century, vol. 2 : D-I, New York, Oxford University Press, USA, 2008, 541 p. (ISBN 9780195167795, lire en ligne), p. 97-108,

#### Essais et biographies
- (en-US) Elliott M. Rudwick, W. E. B. Dubois Propagandist the Negro Protest, Philadelphie, Pennsylvanie, University of Pennsylvania Press (réimpr. 1982) (1re éd. 1968), 404 p. (ISBN 9780812272826, lire en ligne),
- (en-US) Rayford W. Logan (dir.), W.E.B. Du Bois : A Profile, New York, Hill and Wang, coll. « American Profiles », 1971, 358 p. (ISBN 9780809002139, LCCN 75150959, lire en ligne),
- (en-US) Virginia Hamilton, W. E. B. Du Bois : A Biography, New York, T. Y. Crowell & HarperCollins (réimpr. 1984, 1992) (1re éd. 1972), 240 p. (ISBN 9780690045611, lire en ligne),
- (en-US) William M. Tuttle Jr. (dir.), W.E.B. Du Bois, Upper Saddle River, New Jersey, Prentice Hall, 1973, 198 p. (ISBN 9780132209052, lire en ligne),
- (en-US) Jack B. Moore, W.E.B. Du Bois, Boston, Massachusetts, Twayne Publishers, coll. « Twayne's United States Authors Series » (no 399), 1981, 200 p. (ISBN 9780805773293, LCCN 81002425, lire en ligne),
- (en-US) Kathryn T. Cryan-Hicks (ill. David H. Huckins), W.E.B. DuBois : Crusader for Peace, Lowell, Massachusetts, Discovery Enterprises, 1991, 56 p. (ISBN 9781878668059, LCCN 91070820, lire en ligne),
- (en-US) Seamus Cavan, W.E.B. DU Bois and Racial Relations, Brookfield, Connecticut, Millbrook Press, 1993, 40 p. (ISBN 9781562942885, LCCN 92033015, lire en ligne),
- (en-US) David Levering Lewis, W. E. B. Du Bois : Biography of a Race, 1868-1919, New York, H. Holt (réimpr. 1994) (1re éd. 1993), 776 p. (ISBN 9780805035681, lire en ligne). ,
- (en-US) Nathaniel Moss, W.E.B. Dubois : Civil Rights Leader, New York, Chelsea Juniors, coll. « Junior World Biographies », 1996, 88 p. (ISBN 9780791023822, lire en ligne),
- (en-US) Rutledge M. Dennis (dir.), W.E.B. Du Bois : The Scholar Activist, Greenwich, Connecticut, JAI Press, coll. « Research in Race & Ethnic Relations » (no 9), 1996, 264 p. (ISBN 9780762300457, lire en ligne),
- (en-US) David Levering Lewis, W.E.B. Du Bois : The Fight for Equality and the American Century 1919-1963, New York, H. Holt (réimpr. 2001) (1re éd. 2000), 748 p. (ISBN 9780805068139, lire en ligne). ,
- (en-US) Gerald Horne, Race Woman : The Lives of Shirley Graham Du Bois, New York, New York University Press (réimpr. 2002) (1re éd. 2000), 416 p. (ISBN 9780814736487, lire en ligne). ,
- (en-US) Harold Bloom (dir.), W.E.B. Du Bois, Philadelphie, Pennsylvanie, Chelsea House Publishers,, coll. « Bloom's Modern Critical Views », 2001, 288 p. (ISBN 9780791059159, LCCN 00050945, lire en ligne),
- (en-US) David Levering Lewis et Deborah Willis, A Small Nation of People : W. E. B. Du Bois and African American Portraits of Progress, New York, Amistad, 2003, 216 p. (ISBN 9780060523428, LCCN 2003044440, lire en ligne),
- (en-US) Mark Stafford et John Davenport, W. E. B. Du Bois : Scholar and Activist, Philadelphie, Pennsylvanie, Chelsea House, coll. « Black Americans of Achievement », 2005, 136 p. (ISBN 9780791081587, LCCN 2004008449, lire en ligne),
- (en-US) Caroline Levander (dir.), Cradle of Liberty : Race, the Child, and National Belonging from Thomas Jefferson to W. E. B. Du Bois, Durham, Caroline du Nord, Duke University Press, 2006, 272 p. (ISBN 9780822338567, lire en ligne),
- (en-US) Jennifer Blizin Gillis, W.E.B. Du Bois, Chicago, Illinois, Heinemann Library,, coll. « American Lives », 2006, 40 p. (ISBN 9781403469823, LCCN 2005010326, lire en ligne),
- (en-GB) Shaun L. Gabbidon, W.E.B. Du Bois on Crime and Justice : Laying the Foundations of Sociological Criminology, Aldershot, Hampshire, Royaume-Uni, Ashgate, coll. « Interdisciplinary research series in ethnic, gender, and class relations », 2007, 160 p. (ISBN 9780754649564, LCCN 2006031602, lire en ligne),
- (en-US) Amy H. Kirschke, Art in Crisis : W. E. B. Du Bois and the Struggle for African American Identity and Memory, Bloomington, Indiana, Indiana University Press, 2007, 300 p. (ISBN 9780253346742, LCCN 2006032190, lire en ligne),
- (en-US) Edward J. Blum, W. E. B. Du Bois, American Prophet, Philadelphie, Pennsylvanie, University of Pennsylvania Press, coll. « Politics and Culture in Modern America » (réimpr. 2009) (1re éd. 2007), 296 p. (ISBN 9780812240108, LCCN 2006051466, lire en ligne),
- (en-US) Tonya Bolden, W. E. B. Du Bois : A Twentieth-Century Life, New York, Viking, 2008, 232 p. (ISBN 9780670063024, LCCN 2007052380, lire en ligne),
- (en-US) David Levering Lewis, W.E.B. Du Bois : A Biography 1868-1963, New York, Henry Holt and Co., 2009 (1re éd. 2008), 916 p. (ISBN 9780805088052, lire en ligne).
- (en-US) Don Troy, W. E. B. Du Bois, Mankato, Minnesota, Child's World, coll. « Journey to Freedom: The African American Library », 2010, 40 p. (ISBN 9781602531406, LCCN 2009003654, lire en ligne),
- (en-US) Stephanie J. Shaw, W. E. B. Du Bois and The Souls of Black Folk, Chapel Hill, Caroline du Nord, University of North Carolina Press (réimpr. 2015) (1re éd. 2013), 296 p. (ISBN 9781469626437, lire en ligne),
- (en-US) Amy Kirschke (dir.) et Phillip Luke Sinitiere (dir.), Protest and Propaganda : W. E. B. Du Bois, the CRISIS, and American History, Columbia, Missouri, University of Missouri Press (réimpr. 2016, 2019) (1re éd. 2014), 288 p. (ISBN 9780826220059, LCCN 2013497658, lire en ligne),
- (en-US) Gary J. Dorrien, The New Abolition : W. E. B. Du Bois and the Black Social Gospel, New Haven, Connecticut, Yale University Press (réimpr. 2018) (1re éd. 2015), 680 p. (ISBN 9780300230598, lire en ligne),
- (en-US) Shawn Leigh Alexander, W. E. B. Du Bois : An American Intellectual and Activist, Lanham, Maryland, Rowman & Littlefield, 2015, 176 p. (ISBN 9781442207400, LCCN 2015007649, lire en ligne),

#### Articles

##### Anglophones
- Herbert Aptheker, « W. E. B. Du Bois: The First Eighty Years », Phylon (1940-1956), vol. 9, no 1,‎ 1 trimestre 1948, p. 59-62 (4 pages) (lire en ligne ),
- Elliott M. Rudwick, « W. E. B. Du Bois and the Atlanta University Studies on the Negro », The Journal of Negro Education, vol. 26, no 4,‎ automne 1957, p. 466-476 (11 pages) (lire en ligne ),
- Elliott M. Rudwick, « W. E. B. Du Bois in the Role of Crisis Editor », The Journal of Negro History, vol. 43, no 3,‎ juillet 1958, p. 214-240 (27 pages) (lire en ligne ),
- Jessie P. Guzman, « W. E. B. Du Bois--The Historian », The Journal of Negro Education, vol. 30, no 4,‎ automne 1961, p. 377-385 (9 pages) (lire en ligne ),
- Andrew G. Paschal, « The Spirit of W.E.B. Dubois », The Black Scholar, vol. 2, no 2,‎ octobre 1970, p. 16-28 (13 pages) (lire en ligne ),
- Clarence G. Contee, « The Encyclopedia Africana Project of W. E. B. Du Bois », African Historical Studies, vol. 4, no 1,‎ 1971, p. 77-91 (15 pages) (lire en ligne ),
- Andrew G. Paschal, « The Spirit of W.E.B. Dubois (concluded) », The Black Scholar, vol. 2, no 6,‎ février 1971, p. 38-50 (13 pages) (lire en ligne ),
- Leo J. Alilunas, « What Our Schools Teach About Booker T. Washington and W. E. B. Du Bois », The Journal of Negro Education, vol. 42, no 2,‎ printemps 1973, p. 176-186 (11 pages) (lire en ligne ),
- Wilson J. Moses, « The Poetics of Ethiopianism: W.E.B. Du Bois and Literary Black Nationalism », American Literature, vol. 47, no 3,‎ novembre 1975, p. 411-426 (16 pages) (lire en ligne ),
- Dan S. Green, « W. E. B. Du Bois' Talented Tenth: A Strategy for Racial Advancement », The Journal of Negro Education, vol. 46, no 3,‎ été 1977, p. 358-366 (9 pages) (lire en ligne ),
- Arnold Rampersad, « W.E.B. Du Bois as a Man of Literature », American Literature, vol. 51, no 1,‎ mars 1979, p. 50-68 (19 pages) (lire en ligne ),
- Manning Marable, « Peace and Black Liberation: The Contributions of W.E.B. Du Bois », Science & Society, vol. 47, no 4,‎ hiver 1983 / 1984, p. 385-405 (21 pages) (lire en ligne ),
- James B. Stewart, « The Legacy of W. E. B. Du Bois for Contemporary Black Studies », The Journal of Negro Education, vol. 53, no 3,‎ été 1984, p. 296-311 (16 pages) (lire en ligne ),
- David Howard-Pitney, « The Jeremiads of Frederick Douglass, Booker T. Washington, and W.E.B. Du Bois and Changing Patterns of Black Messianic Rhetoric, 1841-1920 », Journal of American Ethnic History, vol. 6, no 1,‎ 1986, p. 47-61 (15 pages) (lire en ligne ),
- Mary Jo Deegan, « W.E.B. Du Bois and the Women of Hull-House, 1895-1899 », The American Sociologist, vol. 19, no 4,‎ hiver 1988, p. 301-311 (11 pages) (lire en ligne ),
- Thomas C. Holt, « The Political Uses of Alienation: W. E. B. Du Bois on Politics, Race, and Culture, 1903-1940 », American Quarterly, vol. 42, no 2,‎ juin 1990, p. 301-323 (23 pages) (lire en ligne ),
- William E. Cain, « W. E. B. Du Bois's Autobiography and the Politics of Literature », Black American Literature Forum, vol. 44, no 2,‎ été 1990, p. 299-313 (15 pages) (lire en ligne ),
- John Hope Franklin, « W.E.B. Du Bois: A Personal Memoir », The Massachusetts Review, vol. 31, no 3,‎ automne 1990, p. 409-428 (20 pages) (lire en ligne ),
- Tom Lutz, « Curing the Blues: W. E. B. Du Bois, Fashionable Diseases, and Degraded Music », Black Music Research Journal, vol. 11, no 2,‎ automne 1991, p. 137-156 (20 pages) (lire en ligne ),
- Hari Ramesh, « The Politics of Peoples in Rabindranath Tagore and W.E.B. Du Bois », History of the Present, vol. 9, no 2,‎ 2019, p. 166-192 (27 pages) (lire en ligne ),
- Hee-Jung Serenity Joo, « Racial Impossibility and Critical Failure in W.E.B. Du Bois's Darkwater », Science Fiction Studies, vol. 46, no 1,‎ mars 2019, p. 106-126 (21 pages) (lire en ligne ),
- Evan Lee, « Classical Tradition and Black Nationalism in W. E. B. Du Bois’s The Star of Ethiopia », International Journal of the Classical Tradition, vol. 26, no 1,‎ mars 2019, p. 54-71 (18 pages) (lire en ligne ),
- Harriet Fertik, « Hell to Pay: Aristotle and W. E. B. Du Bois’s Vision of Democracy in ‘Of the Ruling of Men’ », International Journal of the Classical Tradition, vol. 26, no 1,‎ mars 2019, p. 72-85 (14 pages) (lire en ligne ),
- Irenae A. Aigbedion, « Atalanta, The Soul of Atlanta?: Rewriting Ovid in W. E. B. Du Bois’s The Souls of Black Folk (1903) », International Journal of the Classical Tradition, vol. 26, no 1,‎ mars 2019, p. 27-37 (11 pages) (lire en ligne ),
- Adebayo Ogungbure, « The Political Economy of Niggerdom: W. E. B. Du Bois and Martin Luther King Jr. on the Racial and Economic Discrimination of Black Males in America », Journal of Black Studies, vol. 50, no 3,‎ avril 2019, p. 273-297 (25 pages) (lire en ligne ),
- Wayne A. Rose, « W. E. B. Du Bois: Ethiopia and Pan-Africanism », Journal of Black Studies, vol. 50, no 3,‎ avril 2019, p. 251-272 (22 pages) (lire en ligne ),
- Phillip Luke Sinitiere, « "Hold sacred strong and purposeful art": W. E. B. Du Bois and Poetry », Phylon (1960-), vol. 56, no 1,‎ été 2019, p. 156-179 (24 pages) (lire en ligne ),
- Robert Paynter et Whitney Battle Baptiste, « Contexts of Resistance in African American Western Massachusetts: AView from the W. E. B. Du Bois Homesite in Great Barrington, Massachusetts », Historical Archaeology, vol. 53, no 2,‎ juin 2019, p. 323-340 (18 pages) (lire en ligne ),
- Robert W. Williams, « M.L. King's Abiding Tribute to W.E.B. Du Bois: Research, Activism, and the Unknowable », Phylon (1960-), vol. 56, no 1,‎ été 2019, p. 134-155 (22 pages) (lire en ligne ),
- Gary Dorrien, « The New Abolition: W. E. B. Du Bois and the Black Social Gospel », Kirchliche Zeitgeschichte, vol. 33, no 1,‎ 2020, p. 89-102 (14 pages) (lire en ligne ),
- Michael Janis, « Male Feminist Allies in West African Fiction: W. E. B. Du Bois and Ethical Pedagogy », Spectrum: A Journal on Black Men, vol. 8, no 1,‎ 2020, p. 3-28 (26 pages) (lire en ligne ),
- Elvira Basevich, « W. E. B. Du Bois’s Socialism: On the Social Epistemology of Democratic Reason », Philosophical Topics, vol. 48, no 2,‎ 2020, p. 23-50 (28 pages) (lire en ligne ),
- Walter Scott Stepanenko, « A new name for some old ways of thinking: pragmatism, radical empiricism, and epistemology in W.E.B. Du Bois’s “Of the Sorrow Songs” », International Journal for Philosophy of Religion, vol. 87, no 2,‎ avril 2020, p. 173-192 (20 pages) (lire en ligne ),
- Robert Gooding-Williams, « Beauty as Propaganda: On the Political Aesthetics of W. E. B. Du Bois », Philosophical Topics, vol. 49, no 1,‎ printemps 2021, p. 13-34 (22 pages) (lire en ligne ),
- Phillip Luke Sinitiere, « Comrades in the Struggle for Black Freedom: Gerald Horne and W.E.B. Du Bois », Phylon (1960-), vol. 59, no 1,‎ été 2022, p. 107-127 (21 pages) (lire en ligne ),
- Phillip Luke Sinitiere, « "Dr. Du Bois gave me complete access to his Papers": Herbert Aptheker's Editorial History with W.E.B. Du Bois's Papers and Manuscripts », Phylon (1960-), vol. 60, no 1,‎ été 2023, p. 3-36 (34 pages) (lire en ligne ),

##### Francophones
- Jean-Jacques RECHT, « Actualité de W.E.B. Du Bois », Présence Africaine, Nouvelle série, no 70,‎ second trimestre 1969, p. 181-190 (10 pages) (lire en ligne ),